# Història de Polònia (1945-1989)

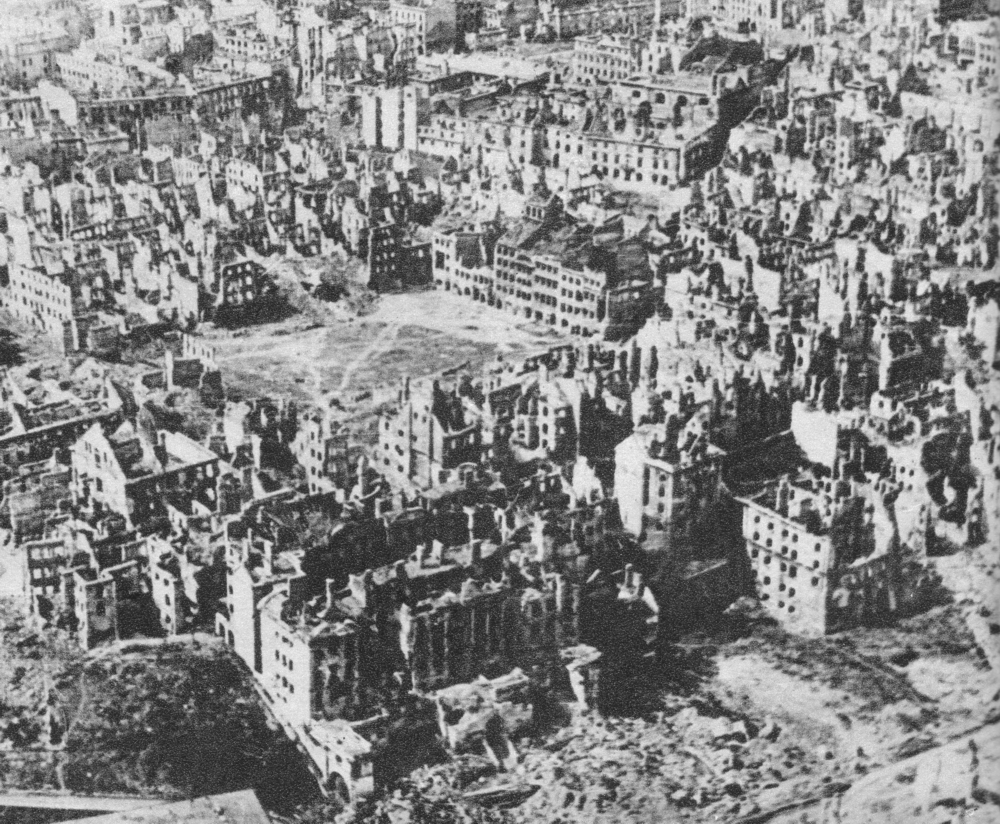
Destruïda la capital de Polònia, Varsòvia, el gener de 1945.

La història de Polònia de 1945 a 1989 abasta el període del règim marxista-leninista a Polònia després del final de la Segona Guerra Mundial. Aquests anys, tot i que presentaven la industrialització general, la urbanització i moltes millores en el nivell de vida,[a1] es van veure afectats per les primeres repressions estalinistes, malestar social, conflictes polítics i greus dificultats econòmiques.
Cap al final de la Segona Guerra Mundial, l'avanç de l'Exèrcit Roig soviètic, juntament amb les Forces Armades Poloneses a l'Est, van expulsar les forces alemanyes nazis de la Polònia ocupada. El febrer de 1945, la Conferència de Ialta va sancionar la formació d'un govern provisional de Polònia des d'una coalició de compromís, fins a les eleccions de postguerra. Joseph Stalin, el líder de la Unió Soviètica, va manipular l'aplicació d'aquesta sentència. Un Govern Provisional d'Unitat Nacional controlat pràcticament pels comunistes es va formar a Varsòvia ignorant el govern polonès a l'exili amb seu a Londres des de 1940.
Durant la conferència de Potsdam posterior del juliol-agost de 1945, els tres aliats principals van ratificar el colossal desplaçament a l'oest de la frontera polonesa i van aprovar el seu nou territori entre la línia Oder-Neisse i la línia Curzon, la qual cosa va provocar que les fronteres poloneses es reduïssin i s'assemblessin a les de l'antiga època de la dinastia Piast. Després de la destrucció de la població jueva polonesa a l'Holocaust, la fugida i l'expulsió dels alemanys a l'oest, el reassentament d'ucraïnesos a l'est i l'expulsió i el reassentament dels polonesos de les terres frontereres orientals (Kresy), Polònia es va convertir per primera vegada en la seva història en un estat nació ètnicament homogeni sense minories destacades. El nou govern va consolidar el seu poder polític, mentre que el Partit Obrer Unificat Polonès (PZPR) sota Bolesław Bierut va aconseguir un control ferm sobre el país, que continuaria sent un estat independent dins de l' esfera d'influència soviètica. La Constitució de juliol es va promulgar el 22 de juliol de 1952 i el país es va convertir oficialment en la República Popular de Polònia (PRL).
Després de la mort de Stalin el 1953, un "desglaç" polític va permetre que una facció més liberal dels comunistes polonesos, liderada per Władysław Gomułka, assolís el poder. A mitjans de la dècada de 1960, Polònia va començar a experimentar dificultats econòmiques i polítiques creixents. Van culminar amb la crisi política polonesa de 1968 i les protestes poloneses de 1970 quan una pujada dels preus al consumidor va provocar una onada de vagues. El govern va introduir un nou programa econòmic basat en préstecs a gran escala dels creditors occidentals, que va donar lloc a un augment del nivell de vida i de les expectatives, però el programa va suposar una creixent integració de l'economia de Polònia amb l'economia mundial i va vacil·lar després de la crisi del petroli de 1973. El 1976, el govern d'Edward Gierek es va veure obligat a pujar els preus de nou, fet que va provocar les protestes de juny de 1976.
Aquest cicle de repressió i reformes[b] i la lluita econòmica-política van adquirir noves característiques amb l'elecció de l'arquebisbe de Cracòvia Karol Wojtyła el 1978 com a Papa Joan Pau II. L'elevació inesperada de Wojtyła al soli pontifici va reforçar l'oposició al sistema autoritari i ineficaç del socialisme d'estat dirigit per la nomenklatura, especialment amb la primera visita del papa a Polònia el 1979. A principis d'agost de 1980, una nova onada de vagues va donar lloc a la fundació del sindicat independent "Solidaritat" (Solidarność) liderat per Lech Wałęsa. La creixent força i activitat de l'oposició va provocar el govern de Wojciech Jaruzelski va declarar la llei marcial el desembre de 1981. No obstant això, amb les reformes de Mikhail Gorbatxov a la Unió Soviètica, l'augment de la pressió d'Occident i l'economia disfuncional, el règim es va veure obligat a negociar amb els seus oponents. Les converses de la Taula Rodona de 1989 van portar a la participació de Solidaritat a les eleccions de 1989. La sorprenent victòria dels seus candidats va donar lloc a la primera de la successió de transicions del domini comunista a l'Europa central i oriental. El 1990, Jaruzelski va renunciar a la presidència després de les eleccions presidencials i va ser succeït per Wałęsa.

## Establiment de la Polònia governada pels comunistes (1944-1948)

### Fronteres i canvis de població

Poland's Les antigues i noves fronteres de Polònia, 1945

Abans de la Segona Guerra Mundial, un terç de la població de Polònia estava composta per minories ètniques. Polònia tenia uns 35 milions d'habitants el 1939, però menys de 24 milions el 1946, dins de les respectives fronteres. De la població restant, més de tres milions eren minories ètniques, com alemanys, ucraïnesos i jueus, la majoria dels quals aviat abandonarien Polònia. Polònia va patir les pèrdues humanes proporcionals més greus durant la Segona Guerra Mundial, amb un import del 16 al 17 per cent de la seva població. S'estima que fins a 6 milions de ciutadans polonesos van morir per causes relacionades amb la guerra entre 1939 i 1945. La xifra aproximada inclou 3 milions de jueus polonesos víctimes com a part del total anterior. El nombre de víctimes ètnicament polonesos va ser potser de 2 milions.
Les minories històriques de Polònia van ser les més afectades, mentre que la diversitat multiètnica de Polònia reflectida en censos nacionals anteriors va desaparèixer en uns quants anys després de la guerra. La classe educada polonesa va patir molt. Una gran part de l'elit social i política d'abans de la guerra del país va morir o es va dispersar.

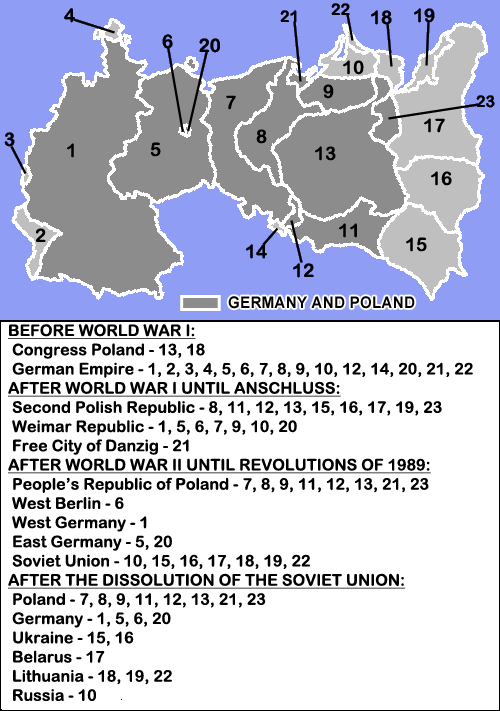
Mapa que mostra les diferents fronteres i territoris de Polònia i Alemanya durant el, amb les zones actuals d'Alemanya i Polònia en gris fosc

L'execució de la immensa tasca de reconstrucció del país va anar acompanyada de la lluita del nou govern per adquirir l'autoritat centralitzada, complicada encara més per la desconfiança d'una part considerable de la societat envers el nou règim i per les disputes sobre les fronteres de la postguerra de Polònia, que no es van establir fermament fins a mitjans de 1945. Les forces soviètiques presents en aquell moment es van dedicar al saqueig dels antics territoris orientals d'Alemanya que estaven sent traslladats a Polònia, despullant-los d'equips industrials valuosos, infraestructures i fàbriques i enviant-los a la Unió Soviètica.
Després de l'annexió soviètica dels territoris de Kresy a l'est de la línia Curzon, uns 2 milions de polonesos van ser traslladats, transferits o expulsats d'aquestes zones cap als nous territoris occidentals i del nord a l'est de la línia Oder-Neisse, que eren transferit d'Alemanya a Polònia en virtut de l'Acord de Potsdam. Altres es van quedar a la que s'havia convertit en la Unió Soviètica i més van anar a Polònia després de 1956. L'assentament addicional amb gent de parts centrals de Polònia va portar el nombre de polonesos en el que el govern va anomenar els Territoris Recuperats fins a 5 milions per 1950. La majoria de l'antiga població alemanya de 10 milions havia fugit o havia estat expulsat a l'Alemanya de la postguerra el 1950: uns 4,4 milions van fugir en les etapes finals de la guerra i 3,5 milions van ser eliminats per les autoritats poloneses el 1945–1949. L'expulsió dels alemanys va ser el resultat de les decisions aliades finalitzades a Potsdam.[b1]
Amb l'expulsió d'ucraïnesos i belarussos de Polònia a la Unió Soviètica i l'operació Vístula de 1947 que va dispersar els ucraïnesos restants a Polònia, i amb la majoria dels jueus polonesos exterminats per l'Alemanya nazi durant l'Holocaust i molts dels supervivents emigrant a la Occident i al nou creat Israel, Polònia es va convertir per primera vegada en un estat nació ètnicament homogeni. Els moviments de persones imposats pel govern i espontanis van suposar un dels trastorns demogràfics més grans de la història europea.
A diferència d'altres països europeus, Polònia va continuar amb l'extens processament dels autors nazis i dels seus col·laboradors fins als anys cinquanta. Segons Alexander Prusin, Polònia va ser la més coherent en la investigació i la persecució dels crims de guerra entre les nacions comunistes de la postguerra; entre 1944 i 1985, els tribunals polonesos van jutjar més de 20.000 acusats, inclosos 5.450 nacionals alemanys.

### Reconstrucció d'infraestructures i economia
Polònia va patir danys catastròfics a les seves infraestructures durant la guerra, fet que va fer que es quedés encara més enrere d'Occident en la seva producció industrial. Les pèrdues en recursos i infraestructures nacionals van suposar més del 30% del potencial d'abans de la guerra. Varsòvia, la capital de Polònia, es trobava entre les ciutats més devastades: més del 80% va ser destruïda després de l'Aixecament de Varsòvia de 1944. L'estat polonès va adquirir territoris occidentals més desenvolupats i va perdre les regions orientals més endarrerides econòmicament. Ja l'any 1948 el nivell de producció industrial d'abans de la guerra es va superar en termes globals i per càpita durant el Pla Triennal (Plan Trzyletni), implementat primer i alimentat pel desig col·lectiu de reconstruir vides destrossades. El Pla Triennal va ser el treball de l'Oficina Central de Planificació dirigida per Czesław Bobrowski i l'economista del PPR Hilary Minc, que van declarar la necessitat de preservar els elements del capitalisme de mercat. El nivell de vida de la població de Polònia va millorar notablement. La pressió soviètica va fer que el govern polonès rebutgés el Pla Marshall patrocinat pels Estats Units el 1947 i s'unís al Comecon dominat per la Unió Soviètica el 1949.
Varsòvia i altres ciutats en ruïnes van ser netejades de runes —principalment a mà— i reconstruïdes amb gran rapidesa (un dels èxits del Pla Triennal) a costa de les antigues ciutats alemanyes com Wrocław, que sovint proporcionaven el material de construcció necessari. Wrocław, Gdańsk, Szczecin i altres ciutats antigament alemanyes també van ser completament reconstruïdes.
L'historiador Norman Davies va escriure que les noves fronteres poloneses, des del punt de vista dels interessos polonesos, del tot avantatjoses, però realitzades a costa d'un patiment enorme i justificacions enganyoses. Les fronteres radicalment noves d'Europa de l'Est van constituir una "proesa colossal d'enginyeria política", però no es podien derivar de determinacions històriques immemorials, com afirmava la propaganda comunista.

### Consolidació del poder comunista
Ja abans que l'Exèrcit Roig entrés a Polònia, la Unió Soviètica estava perseguint una estratègia d'eliminació de la resistència pro-occidental com a força organitzada per assegurar-se que Polònia caigués sota la seva esfera d'influència. El 1943, arran del descobriment de la massacre de Katyn, Stalin va suspendre les relacions amb el govern polonès a l'exili a Londres. A la Conferència de Ialta de febrer de 1945, la Unió Soviètica va acordar permetre la formació d'un govern de coalició compost pels comunistes, inclòs el Partit Obrer Polonès (Polska Partia Robotnicza, PPR), així com elements pro-occidentals polonesos a exili i a Polònia, i posteriorment per a que s'organitzessin eleccions lliures.

El Manifest PKWN, publicat oficialment el 22 de juliol de 1944. En realitat no es va acabar fins a mitjans d'agost, després que al grup comunista polonès de Moscou s'unís al nou grup de Varsòvia, liderat per Gomułka i Bierut.

Després que el Partit Comunista de Polònia d'abans de la guerra fos eliminat a les purgues de Stalin el 1938 (uns cinc mil comunistes polonesos van ser portats a Rússia i assassinats), un grup de supervivents liderats per Marceli Nowotko, Bolesław Mołojec i Paweł Finder van convèncer el 1941 els soviètics a Moscou de la necessitat de restablir un partit polonès. El nucli conspirador del nou Partit dels Treballadors Polonès es va reunir a Varsòvia el gener de 1942, i després de la mort o detenció dels líders anteriors allà, Władysław Gomułka va emergir com a primer secretari del PPR a finals de 1943. Gomułka era un comunista entregat a la tradició nacional de l'esquerra polonesa. Detestava les pràctiques soviètiques que va experimentar mentre es formava a Rússia i Ucraïna als anys trenta, però estava convençut de la necessitat històrica de l'aliança amb la Unió Soviètica. Pot ser que hagués sobreviscut a les purgues a causa de ser empresonat a Polònia per activitats d'organització laboral il·legal el 1938–39. Durant l'ocupació alemanya, Gomułka va romandre a Polònia i no va formar part del cercle organitzat a la Unió Soviètica al voltant de la Unió de Patriotes Polonesos per Stalin i Wanda Wasilewska. A la societat polonesa de 1945, el partit de Gomułka era marginalment petit en comparació amb altres grups polítics.
Amb l'alliberament dels territoris polonesos i el fracàs de l'operació Tempesta de l'Exèrcit Nacional el 1944, el control sobre el que s'havia de convertir en la Polònia de la postguerra va passar de les forces d'ocupació de l'Alemanya nazi a l'Exèrcit Roig i de l'Exèrcit Roig als  comunistes polonesos, que van formar el Comitè Polonès d'Alliberament Nacional (Polski Komitet Wyzwolenia Narodowego, PKWN), un primer govern, existent des de finals de juliol de 1944 a Lublin. Els comunistes polonesos es van convertir en el factor polonès més influent en la política de la Polònia emergent, tot i tenir inicialment un suport popular minúscul. El PKWN va reconèixer la continuïtat legal de la Constitució de març de Polònia, en oposició a la Constitució d'abril. El 6 de setembre de 1944, el PKWN va emetre el seu trascendental decret de reforma agrària, les conseqüències del qual alterarien fonamentalment l'antiquada estructura social i econòmica del país. Més d'un milió de famílies camperoles es van beneficiar de la parcel·lació de les finques més grans.
Els comunistes, afavorits per les decisions de Ialta, van gaudir dels avantatges del suport soviètic dins del pla soviètic de posar l'Europa de l'Est fermament sota la influència de la Unió Soviètica; exercien control sobre departaments governamentals crucials, com els serveis de seguretat (la seguretat estava en mans de la NKVD soviètica fins que es van desenvolupar els seus homòlegs polonesos). A partir de la darrera part de 1944, després de la derrota de l'Aixecament de Varsòvia i la promoció del programa populista del PKWN, la delegació del govern exiliat de Londres va ser vista cada cop més per la majoria dels polonesos com una empresa fallida, les seves organitzacions politicomilitars es va aïllar, i la resistència contra les noves forces polítiques i administratives comunistes es va afeblir decisivament. La població estava cansada dels anys d'opressió i conflicte i les idees expressades en el Manifest del PKWN i la seva progressiva implementació van atreure un suport social creixent. Més enllà de la reforma agrària, el Manifest PKWN no preveia cap canvi radical de propietat i no es va mencionar la nacionalització de la indústria. Al contrari, la propietat empresarial havia de tornar als seus propietaris a mesura que les relacions econòmiques es regulessin adequadament. A partir de 1944 a les zones alliberades, responent als eslògans promulgats, els obrers es van fer càrrec espontàniament de les instal·lacions de fàbriques existents, van establir els consells obrers, van emprendre la reconstrucció, l'activació i la producció. Una lluita obrera considerable i una compulsió van ser necessàries perquè el PPR reclamés les fàbriques i fes complir les seves pròpies regles.
El PKWN es va transformar en el Govern Provisional de la República de Polònia (Rząd Tymczasowy Rzeczypospolitej Polskiej, RTRP), que va funcionar des de gener de 1945. Aquest govern estava encapçalat per Edward Osóbka-Morawski, un socialista, però els comunistes, majoritàriament empleats soviètics del PPR com Michał Rola-Żymierski, ocupaven la majoria de llocs clau. L'abril de 1945 es va signar un tractat d'amistat i cooperació polonès-soviètic; limitava severament les possibilitats d'un futur impacte occidental o emigrat o de cooperació interna amb forces polítiques no comunistes a Polònia Els primers governs consecutius d'influència soviètica estaven subordinats al parlament no elegit i controlat pels comunistes, el Consell Nacional Estatal (Krajowa Rada Narodowa, KRN), format per Gomułka i el seu PPR a la Varsòvia ocupada el gener de 1944. Les estructures governamentals comunistes no van ser reconegudes. pel govern polonès a l'exili, cada cop més aïllat, que havia format el seu propi quasi-parlament, el Consell d'Unitat Nacional (Rada Jedności Narodowej, RJN).
L'acord de Ialta estipulava una unió governamental a Polònia de "tots els elements democràtics i antinazis". El primer ministre Stanisław Mikołajczyk del govern polonès a l'exili va renunciar al seu càrrec el novembre de 1944 i després d'acceptar els termes de Yalta va anar a Moscou, on va negociar amb Bolesław Bierut la forma d'un govern d'"unitat nacional". Mikołajczyk, juntament amb diversos altres líders polonesos exiliats, van tornar a Polònia el juliol de 1945.

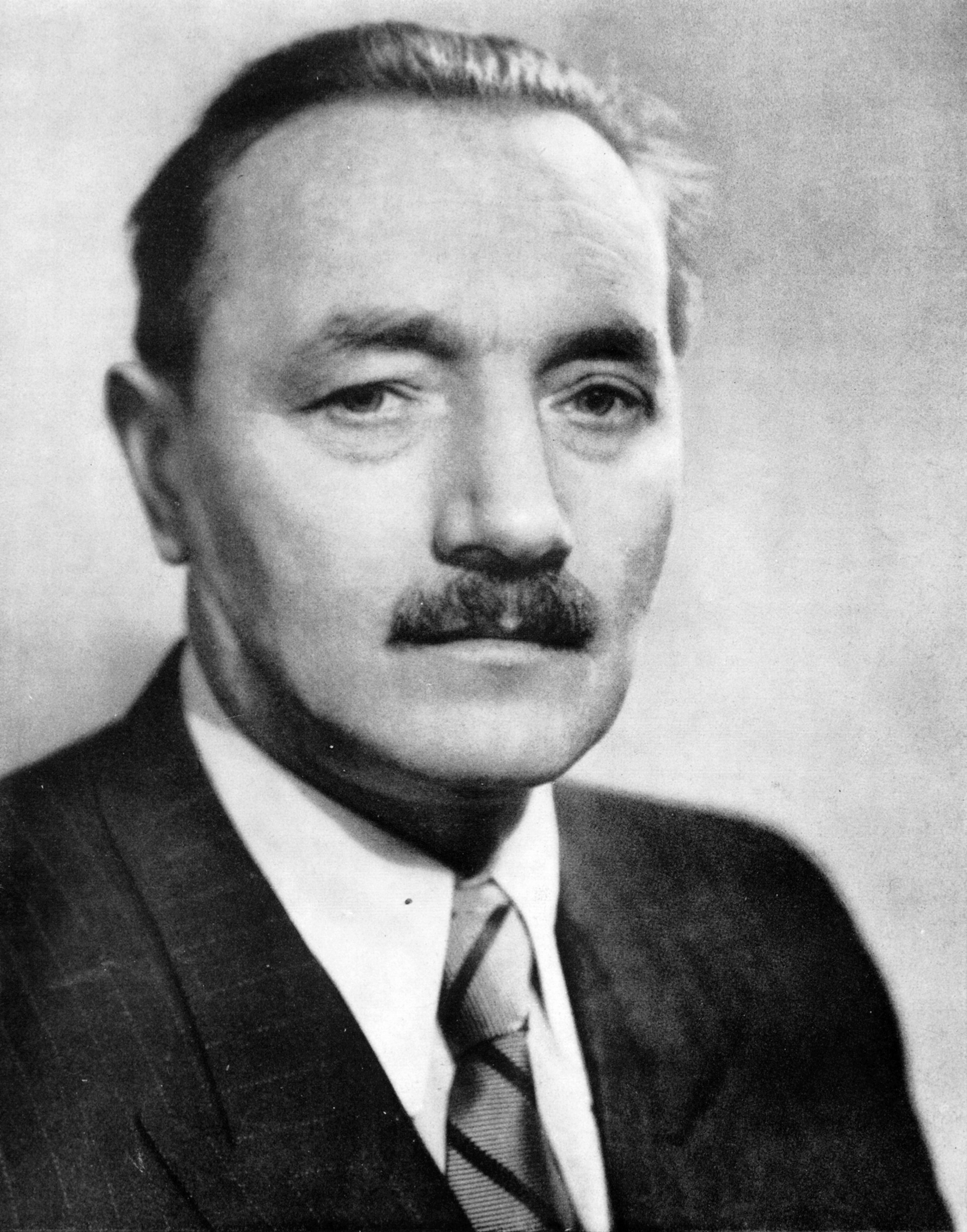
Bolesław Bierut

El nou govern polonès provisional d'unitat nacional (Tymczasowy Rząd Jedności Narodowej, TRJN) —tal com es deia el govern polonès fins a les eleccions de 1947— es va establir el 28 de juny de 1945. Osóbka-Morawski es va mantenir com a primer ministre, Gomułka. primer viceprimer ministre i Mikołajczyk segon diputat i ministre d'Agricultura. El govern era "provisional" i la Conferència de Potsdam aviat va declarar que abans de crear un govern regular, s'havien de celebrar eleccions lliures i establir un sistema constitucional permanent.
Els principals rivals dels comunistes eren activistes veterans de l'Estat clandestí polonès, el Partit Popular polonès de Mikołajczyk (Polskie Stronnictwo Ludowe, PSL) i veterans de les Forces Armades poloneses a Occident. De particular importància pràctica va tenir el Partit Popular de Mikołajczyk (originalment una formació camperola), perquè estava reconegut legalment pels comunistes i, per tant, podia funcionar dins l'àmbit polític. El Partit Popular volia evitar que els comunistes monopolitzessin el poder i, finalment, establir un sistema polític parlamentari amb economia de mercat guanyant les eleccions promeses. Mikołajczyk esperava que un estat polonès independent, amigable amb la Unió Soviètica, pogués actuar com a pont entre Orient i Occident.
Els partits d'orientació soviètica, recolzats per l'Exèrcit Roig Soviètic i amb el control de les forces de seguretat, tenien la major part del poder, concentrats especialment en el Partit dels Treballadors Polonès de Gomułka i Bierut. Bierut va representar l'afluència de persones designades al partit polonès procedents (durant i després de la guerra) de la Unió Soviètica i imposades pels soviètics, un procés accelerat en el moment del Congrés del PPR de desembre de 1945. Els membres del partit van augmentar dràsticament des de potser un pocs milers a principis de 1945 fins a més d'un milió el 1948.
Com a mostra de la dominació soviètica, setze líders destacats de la clandestinitat polonesa antinazi van ser jutjats a Moscou el juny de 1945. La seva remoció de l'escena política va impedir la possibilitat d'una transició democràtica requerida pels acords de Ialta. El judici dels acusats, acusats falsament i absurdament de col·laboració amb els nazis, va ser seguit per diplomàtics britànics i nord-americans sense protestar. L'absència de les condemnes de mort esperades va ser el seu alleujament. El govern exiliat a Londres, després de la dimissió de Mikołajczyk liderada per Tomasz Arciszewski, va deixar de ser reconegut oficialment per Gran Bretanya i els Estats Units el 5 de juliol de 1945.
Durant els anys 1945–47, uns 500.000 soldats soviètics estaven estacionats a Polònia. Entre 1945 i 1948, uns 150.000 polonesos van ser empresonats per les autoritats soviètiques. Molts antics membres de l'Exèrcit Interior van ser detinguts i executats. Durant el Ple del Comitè Central del PPR de maig de 1945, Gomułka es va queixar que les masses poloneses consideraven els comunistes polonesos com la "pitjor agència de la NKVD" i Edward Ochab va declarar que la retirada de l'exèrcit soviètic de Polònia era una alta prioritat Però mentrestant desenes de milers de polonesos van morir en la lluita i la persecució de la postguerra i desenes de milers van ser condemnats pels tribunals amb càrrecs inventats i arbitraris o deportats a la Unió Soviètica. L'estatus de les tropes soviètiques a Polònia no es va legalitzar fins a finals de 1956, quan es va signar la declaració poloneso-soviètica "Sobre l'estatus legal de les forces soviètiques estacionades temporalment a Polònia". El Grup de Forces del Nord soviètic estaria estacionat permanentment a Polònia.

### Eleccions manipulades, derrota de Mikołajczyk

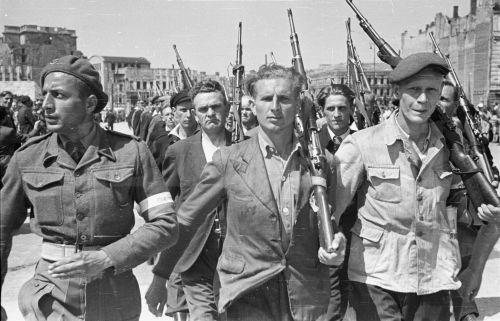
Unitat de policia paramilitar de l'ORMO durant la desfilada a la plaça de la Victòria, 9 de juny de 1946, Varsòvia

Stalin havia promès a la Conferència de Ialta que es celebraran eleccions lliures a Polònia. Tanmateix, els comunistes polonesos, liderats per Gomułka i Bierut, encara que no tenien cap intenció de renunciar al poder, també eren conscients del suport limitat de què gaudien entre la població en general. Per evitar aquesta dificultat, el 1946 es va celebrar primer un plebiscit nacional, conegut com el referèndum "Tres vegades Sí" (Trzy razy tak), abans de les eleccions parlamentàries. El referèndum va incloure tres preguntes força generals, però amb càrrega política, sobre el Senat, les indústries nacionals i les fronteres occidentals. Pretenia comprovar i promoure la popularitat de les iniciatives comunistes a Polònia. Com que la majoria dels partits importants de l'època eren d'esquerres o centristes –i podrien haver aprovat fàcilment les tres opcions–, el Partit Popular Polonès (PSL) de Mikołajczyk va decidir, per no ser vist com una fusió al bloc governamental, demanar als seus partidaris que s'oposissin al primer: l'abolició del Senat. Els comunistes van votar "Tres vegades Sí". Els resultats parcials, reconstruïts pel PSL, van demostrar que el bàndol comunista va rebre poc suport en la primera qüestió. No obstant això, després d'una campanya marcada pel frau electoral i la intimidació, els comunistes van reclamar grans majories en les tres qüestions, que va portar a la nacionalització de la indústria i el control estatal de l'activitat econòmica en general, i un parlament nacional unicameral (Sejm).
Els comunistes van consolidar el poder reduint gradualment els drets dels seus enemics no comunistes, sobretot suprimint el principal partit de l'oposició, el PSL de Mikołajczyk. En alguns casos àmpliament divulgats, els presumptes enemics van ser condemnats a mort per càrrecs falsos, entre ells Witold Pilecki, l'organitzador de la resistència d'Auschwitz. Els líders de l'Exèrcit Interior i del Consell d'Unitat Nacional foren perseguits. Molts combatents de la resistència van ser assassinats extrajudicialment o obligats a exiliar-se. Els membres de l'oposició també van ser assetjats per mitjans administratius. Encara que la persecució en curs de les antinazis i organitzacions de dretes per part de la seguretat de l'estat es va mantenir alguns partisans als boscos, l'actuació del  Ministeri de Seguretat Pública (conegut com a UB, Departament de Seguretat), NKVD i l'Exèrcit Roig van anar disminuint constantment el seu nombre. La insurrecció de dretes va disminuir radicalment després de l'amnistia de juliol de 1945 i es va esvair després de l'amnistia de febrer de 1947.
El 1946, tots els partits de dretes havien estat il·legalitzats, i el 1947 es va formar un nou Bloc Democràtic progovernamental que incloïa només el Partit dels Treballadors Polonès i els seus aliats esquerrans. El 19 de gener de 1947, van tenir lloc les primeres eleccions parlamentàries que van comptar principalment amb el PPR i els candidats aliats i una oposició potencialment políticament potent del Partit Popular Polonès. Tanmateix, la força i el paper del PSL ja s'havien vist seriosament compromesos a causa del control i la persecució del govern. Els resultats electorals van ser ajustats per Stalin per adaptar-los als comunistes, el bloc dels quals va reclamar el 80% dels vots. Els governs britànic i nord-americà van protestar contra l'enquesta per les seves flagrants violacions dels acords de Ialta i Potsdam. Les eleccions manipulades van acabar efectivament amb el sistema multipartidista en la política de Polònia. Després de l'assaig general del referèndum, aquesta vegada el frau de vot es va amagar molt millor i es va estendre en diverses formes i etapes i la seva escala real no es coneix. Amb totes les pressions i manipulacions, un coronel de la NKVD encarregat de la supervisió electoral va informar a Stalin que aproximadament el 50% dels vots es van emetre per al Bloc Democràtic del règim a tot el país. En el nou Sejm, dels 444 escons, 27 van ser donats al Partit Popular polonès de Stanisław Mikołajczyk. Ell, havent declarat que els resultats estaven falsificats, va ser amenaçat de detenció o pitjor i va fugir del país l'octubre de 1947, ajudat per l'ambaixada dels Estats Units; altres líders de l'oposició també van marxar.Al febrer, el nou Sejm va crear la Petita Constitució de 1947. Durant els dos anys següents, els comunistes van monopolitzar el poder polític a Polònia.

### El Partit Obrer Unificat Polonès i el seu govern

Logo del Partit Obrer Unificat Polonès

Una força addicional en la política polonesa, l'establert Partit Socialista Polonès (Polska Partia Socjalistyczna, PPS), va patir una escissió fatal en aquest moment, ja que els estalinistes governants aplicaven la tàctica del salami per desmembrar l'oposició. Els polítics comunistes van cooperar amb la facció d'esquerres del PPS liderada per Józef Cyrankiewicz, primer ministre sota el nou president Bierut des del febrer de 1947. La decisió tàctica original dels socialistes de col·laborar amb els comunistes va provocar la seva desaparició institucional. Cyrankiewicz va visitar Stalin a Moscou el març de 1948 per discutir la idea d'una fusió de partits. El Kremlin, cada cop més incòmode amb la direcció del partit comunista de Gomułka, hi va coincidir, i Cyrankiewicz va assegurar el seu propi lloc polític per al futur (fins a 1972). El desembre de 1948, després de l'eliminació de Gomułka i la imposició de Bierut com a cap comunista del Partit dels Treballadors polonès, el PPR i el PPS de Cyrankiewicz es van unir a les files per formar el Partit Obrer Unificat Polonès (Polska Zjednoczona Partia Robotnicza, PZPR), al poder durant les properes quatre dècades. Polònia es va convertir de facto en un estat de partit únic i un estat satèl·lit de la Unió Soviètica. Només dos altres partits van poder existir legalment: el Partit Popular Unit (ZSL) que s'havia separat del PSL de Mikołajczyk i havia de representar les comunitats rurals, i el Partit Demòcrata (SD), un partit de la intelligentsia simbòlic.
Quan va començar el període de sovietització i estalinisme, el PZPR no estava unit. L'escissió més important entre els comunistes es va produir abans de la unió amb el PPS, quan els estalinistes van forçar a Gomułka a abandonar del càrrec superior del PPR i van suprimir la seva facció comunista nativa. El PZPR es va dividir en diverses faccions, que adoptaven diferents punts de vista i mètodes i buscaven diferents graus de distinció i independència de l'estat polonès respecte de la Unió Soviètica. Mentre que el marxisme-leninisme, la ideologia oficial, era nova per a Polònia, el règim comunista va continuar, de moltes maneres importants psicològicament i pràcticament, els preceptes, mètodes i maneres dels cercles governants polonesos passats, inclosos els de la Sanació, la democràcia nacional i les tradicions del segle xix de cooperació amb els potències de repartiment.
Amb Polònia membre del bloc soviètic, la recerca de poder i reforma del partit es va veure permanentment obstaculitzada per les restriccions i límits imposats pels governants de la Unió Soviètica, per l'actitud ressentida de la societat polonesa, conscient de la seva manca d'independència nacional i llibertats, i per la comprensió dels directius del partit que les seves posicions acabaran un cop deixin d'ajustar-se als requisits de l'aliança soviètica (tant per la manca de suport públic com per la reacció soviètica). La història política de Polònia es va regir per la dependència mútua dels soviètics i dels comunistes polonesos.
Es va desenvolupar l'elit política de nomenklatura. Incorporava dirigents, administradors i gestors dins l'estructura del partit governant, en totes les branques del govern central i local i en institucions de tota mena. Els membres de la nomenklatura eren designats pel partit i exercien el control polític en totes les esferes de la vida pública, per exemple, el desenvolupament econòmic, la gestió de la indústria o l'educació. Per al partit, es va mantenir la capa de nomenklatura privilegiada per assegurar la col·locació adequada de persones ideològicament fiables i qualificades, però els dissidents revisionistes Jacek Kuroń i Karol Modzelewski més tard va descriure aquest sistema com una dictadura de classe de la burocràcia política central pel seu propi bé El públic polonès va aprovar àmpliament les nombroses empreses socials del govern comunista, com ara la construcció d'apartaments familiars, la cura dels nens, les vacances i els centres turístics dels treballadors, l'assistència sanitària i les polítiques d'ocupació plena, però els privilegis especials concedits a la nomenklatura i els serveis de seguretat estaven ressentits.

## Època estalinista (1948-1956)

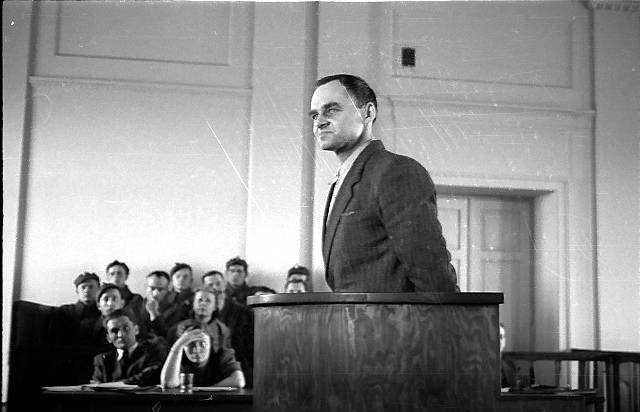
El judici espectacle del capità Witold Pilecki, condemnat a mort i executat el maig de 1948

### Eliminació de Gomułka, repressions estalinistes
Com en altres països del Bloc de l'Est, després de 1948 es va produir una purga política d'estil soviètic dels funcionaris comunistes a Polònia, acusats de tendències "nacionalistes" o altres "desviacionistes". La campanya desconcertada a Polònia va incloure les detencions i empresonaments de Marian Spychalski a partir del maig de 1950, i Michał Rola-Żymierski cinc mesos després de la mort de Stalin. El setembre de 1948, Władysław Gomułka, que s'oposava al control directe de Stalin sobre el partit polonès PPR, va ser acusat, juntament amb un grup de líders comunistes que com Gomułka van passar la guerra a Polònia, d'allunyament ideològic del leninisme, i destituït del càrrec de primer secretari del partit. Gomułka, acusat de "desviacions nacionalistes de dreta", havia fet èmfasi en les tradicions socialistes poloneses i havia criticat durament el partit Socialdemocrata del Regne de Polònia i Lituània (SDKPiL) de Rosa Luxemburg per menystenir les aspiracions nacionals poloneses. De manera més insidiosa, els soviètics van assenyalar la participació de Gomułka en una conspiració internacional antisoviètica. Seguint l'ordre de Bolesław Bierut, va ser arrestat pel Ministeri de Seguretat Pública (MBP) a principis d'agost de 1951 i interrogat per Roman Romkowski i Anatol Fejgin, tal com van demanar els soviètics. Gomułka no va ser sotmès a tortura física a diferència d'altres comunistes perseguits sota el règim de Bierut, Jakub Berman i altres associats de Stalin.Sota l'interrogatori va dur a terme la seva defensa desafiant, va amenaçar amb revelar "tota la veritat" si es posava a un judici i va romandre ininterromput. Gomułka va ser tancat a la presó sense un judici espectacle típic (va ser alliberat el desembre de 1954). Bierut va substituir a Gomułka com a líder del PPR (i després el PZPR). Gomułka va romandre protegit pels seus companys polonesos en la mesura de les seves possibilitats i el registre del seu desafiament en algun moment va ser útil quan el 1956 hi va haver una oportunitat perquè el partit polonès es reafirmés.
El govern estalinista estava controlat per comunistes polonesos provinents de faccions i organitzacions en temps de guerra que operaven a la Unió Soviètica sota Stalin, com la Unió de Patriotes Polonesos. Els seus líders en aquell moment incloïen Wanda Wasilewska i Zygmunt Berling. Ara a Polònia, aquells que es van mantenir políticament actius i a favor governaven el país, ajudats pel MBP i els "assessors" soviètics, que van ser situats en tots els braços del govern i la seguretat de l'estat com a garantia d'una política estatal pro-soviètica. El més important d'ells va ser Konstantin Rokossovsky (Konstanty Rokossowski en polonès), ministre de Defensa de Polònia de 1949 a 1956, Mariscal de la Unió Soviètica i heroi de guerra. El reclutament militar es va introduir després d'una pausa de postguerra i l'exèrcit aviat va assolir la seva mida permanent de 400.000 homes.
La policia secreta d'estil soviètic, inclòs el Departament de Seguretat (UB), va créixer fins a uns 32.000 agents a partir de 1953. En el seu punt àlgid estalinista, hi havia un agent de la UB per cada 800 ciutadans polonesos. L'MBP també estava a càrrec del Cos de Seguretat Interna, la Milícia Civil (MO), la guàrdia fronterera, el personal penitenciari i la policia paramilitar ORMO utilitzada per a accions especials (amb més de 100.000 membres). L'ORMO es va originar a partir dels esforços populars d'autodefensa, que van ser una reacció espontània a l'explosió del crim en el buit de poder de 1944-45. El febrer de 1946, el PPR va canalitzar i formalitzar aquest moviment de milícies ciutadanes, creant la seva estructura ORMO voluntària aparentment de control del crim.
Principalment durant la vida de Stalin, fiscals i jutges, així com funcionaris del Ministeri de Seguretat Pública i de la Direcció Principal d'Informació de l'Exèrcit van participar en actes reconeguts pel dret internacional com a crims contra la humanitat i crims contra la pau. Un exemple va ser l'execució de la presó de Mokotów a Varsòvia el 1951 de membres de l'organització Llibertat i Independència (WiN), antics participants en la resistència antinazi, després de l'amnistia oficial i la seva divulgació voluntària. L'exèrcit polonès de postguerra, la intel·ligència i la policia estaven dotats d'oficials soviètics de la NKVD que van estacionar a Polònia amb el Grup de Forces del Nord fins a 1956.
Les detencions massives van continuar durant la dècada de 1950. L'octubre de 1950, 5.000 persones van ser detingudes en una nit en l'anomenada "Operació K". El 1952, més de 21.000 persones van ser arrestades. A la segona meitat de 1952, segons dades oficials, 49.500 presos polítics estaven detinguts. L'antic comandant de l'Exèrcit Interior Emil August Fieldorf va ser sotmès a diversos anys de brutal persecució a la Unió Soviètica i Polònia abans de ser executat el febrer de 1953, just abans de la mort de Stalin.
La resistència als estalinistes soviètics i autòctons es va estendre no només entre la població general sinó també entre les files del PZPR, la qual cosa va limitar el dany del sistema opressiu a Polònia molt per sota del d'altres països europeus governats pels comunistes. Segons Norman Davies, la violència política després de 1947 no estava molt estesa. L'Església, sotmesa a confiscacions parcials de propietat, va romandre en gran part intacta, la intel·lectualitat marginada fins a un grau considerable va conservar el seu potencial per afectar futures reformes, la pagesia va evitar la col·lectivització a l'engròs i les restes d'empresa privada van sobreviure. Es van produir canvis graduals de liberalització entre la mort de Stalin el 1953 i l'octubre polonès de 1956.

### Nacionalització i economia de planificació centralitzada

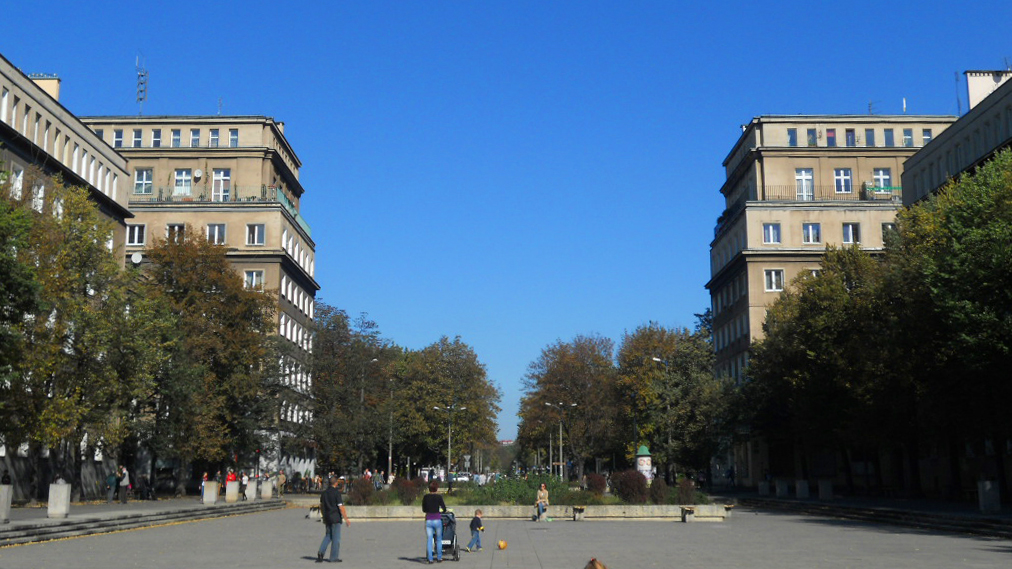
Avinguda de les Roses, Nowa Huta

El febrer de 1948, el ministre d'Indústria Hilary Minc, un economista marxista, va atacar l'Oficina Central de Planificació de Polònia com a residu "burgès", l'oficina va ser abolida i va néixer l'economia stalinista polonesa. El govern, encapçalat pel president Bierut, el primer ministre Cyrankiewicz i Minc, es va embarcar en un ampli programa de reforma econòmica i reconstrucció nacional. Polònia es va alinear amb el model soviètic de "república popular" i economia planificada, en lloc de la façana de la democràcia i l'economia de mercat parcial que el règim havia mantingut fins a 1948.
Les relacions de propietat de la indústria, el sector bancari i la propietat rural després de la nacionalització i la reforma agrària es van alterar fonamentalment. Els canvis, implementats en nom de l'igualitarisme, van gaudir d'una àmplia aprovació i suport de la societat.
L'estructura de l'economia polonesa es va establir a finals de la dècada de 1940 i principis de la dècada de 1950. La planificació a l'estil soviètic va començar l'any 1950 amb el Pla de sis anys. El pla es va centrar en el ràpid desenvolupament de la indústria pesant ("industrialització accelerada", després de l'esclat de la Guerra de Corea impulsada per les demandes militars soviètiques a costa de moltes inversions orientades al consumidor cancel·lades) i la (eventualment inútil) col·lectivització de l'agricultura. Entre els projectes principals hi havia l'acer Lenin i la seva "ciutat socialista" de suport de Nowa Huta (Nova fàbrica d'acer), ambdues construïdes des de zero a principis dels anys 50 prop de Cracòvia, de la qual Nowa Huta aviat va formar part. La terra confiscada als grans terratinents d'abans de la guerra va ser redistribuïda als camperols més pobres, però els intents posteriors de prendre la terra als agricultors per a la col·lectivització van trobar un gran ressentiment. En el que es va conèixer com la batalla pel comerç, es va nacionalitzar el comerç i la indústria privada. En pocs anys la majoria de botigues privades van desaparèixer. El règim es va embarcar en la  campanya de col·lectivització (es van crear Granges Agrícoles de l'Estat), tot i que el ritmeA d'aquest canvi va ser més lent que en altres satèl·lits soviètics. Polònia va seguir sent l'únic país del Bloc de l'Est on els camperols individuals continuarien dominant l'agricultura. Un tractat comercial soviètic-polonès, iniciat el gener de 1948, va dictar la direcció dominant del futur comerç exterior i la cooperació econòmica de Polònia.
El 1948, els Estats Units van anunciar la iniciativa del Pla Marshall per ajudar a reconstruir l'Europa de la postguerra i així obtenir-hi més poder polític. Després d'acollir inicialment la idea de la participació de Polònia en el pla, el govern polonès va declinar l'oferta nord-americana sota la pressió de Moscou. A més, després de l'aixecament de 1953 a Alemanya de l'Est, Polònia es va veure obligada per la Unió Soviètica a renunciar a les seves reclamacions d'indemnització d'Alemanya, que com a resultat no va pagar cap compensació significativa per danys de guerra, ni a l'estat polonès ni a Ciutadans polonesos. Polònia va rebre una compensació en forma de terres i propietats deixades per la població alemanya dels territoris occidentals annexats.
Malgrat la manca d'ajuda nord-americana, les "economies de comandament" d'Europa de l'Est, inclosa Polònia, van fer alguns progressos a l'hora de salvar la bretxa de riquesa històricament existent amb l'economia de mercat impulsada per l'Europa occidental. A causa de l'acumulació de capital, la renda nacional polonesa va créixer en termes reals en més d'un 76% i la producció agrícola i industrial es va més que duplicar entre 1947 i 1950. La transició econòmica i la industrialització van ser acompanyades i possibles per transformacions socials massives, quan els camperols van emigrar i es van convertir en classe treballadora urbana (1,8 milions entre 1946 i 1955) i el país va passar per un període de ràpida urbanització (la població total de les ciutats va augmentar en 3,1 milions).[c1] L'entrada de mà d'obra barata i la disponibilitat del mercat soviètic van facilitar l'acumulació de recursos, malgrat la baixa productivitat i la inversió insuficient en noves tecnologies. Les economies socialistes de planificació centralitzada d'Europa de l'Est en termes de creixement durant els anys de la postguerra ho van fer relativament millor que les d'Occident, només per suportar danys econòmics més tard, especialment després de la crisi del petroli de 1973. No obstant això, l'augment del nivell de vida causat per la dinàmica industrial anterior no era comparable a la d'Occident.

### Reformes, resistència i inici de la desestalinització

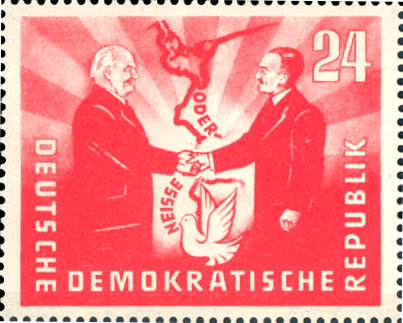
Segell de 1951 de l'Alemanya de l'Est commemoratiu del Tractat de Zgorzelec que estableix la línia Oder-Neisse com a "frontera de pau", amb els presidents Wilhelm Pieck (RDA) i Bolesław Bierut (Polònia)

L'últim intercanvi territorial polonès-soviètic va tenir lloc el 1951. Uns 480 km² (185 milles quadrades) de terra al llarg de la frontera van ser intercanviats entre Polònia i la Unió Soviètica.
La Constitució de la República Popular de Polònia es va promulgar el juliol de 1952 i l'estat es va convertir oficialment en la República Popular de Polònia (PRL). Entre els drets que garantia hi havia l'assistència sanitària gratuïta universal. Les grans empreses estatals oferien als empleats una àmplia gamma d'activitats de benestar i lleure, com ara habitatges, instal·lacions esportives i hospitals, que van començar a disminuir a la dècada de 1970. A principis de la dècada de 1950, el règim estalinista també va dur a terme grans canvis en el sistema educatiu. El programa d'educació escolar gratuïta i obligatòria per a tothom i l'establiment d'institucions gratuïtes d'ensenyament superior van rebre molt suport. Els comunistes van filtrar quins fets i interpretacions s'havien d'ensenyar; la història i altres ciències havien de seguir els punts de vista marxistes aprovats per la censura ideològica. Durant 1951–53, un gran nombre de professors d'abans de la guerra que eren percebuts pel règim com a reaccionaris van ser acomiadats de les universitats. El control governamental sobre l'art i els artistes es va aprofundir. El realisme socialista d'estil soviètic es va convertir en l'única fórmula acceptada per les autoritats després de 1949. La majoria d'obres d'art i literatura representaven propaganda del partit o havien d'estar en línia amb les seves opinions.
Les reformes sovint van aportar alleujament a una part important de la població. Després de la Segona Guerra Mundial moltes persones estaven disposades a acceptar el domini comunista a canvi de la restauració d'una vida relativament normal; centenars de milers es van unir al partit comunista i van donar suport activament al règim. No obstant això, el descontentament popular latent es va mantenir present i molts polonesos van adoptar l'actitud de "cooperació resignada". Altres, com l'organització Llibertat i Independència, que es va originar a partir d'elements de l'Exèrcit Nacional i especialment de les Forces Armades Nacionals, es van oposar activament als comunistes, amb l'esperança d'una Tercera Guerra Mundial que alliberés Polònia. La majoria de gent que es va alçar en armes contra el règim comunista s'havia rendit durant les amnisties de 1945 i 1947, però les brutals repressions de la policia secreta van continuar i alguns van lluitar fins ben entrada la dècada de 1950.[d]

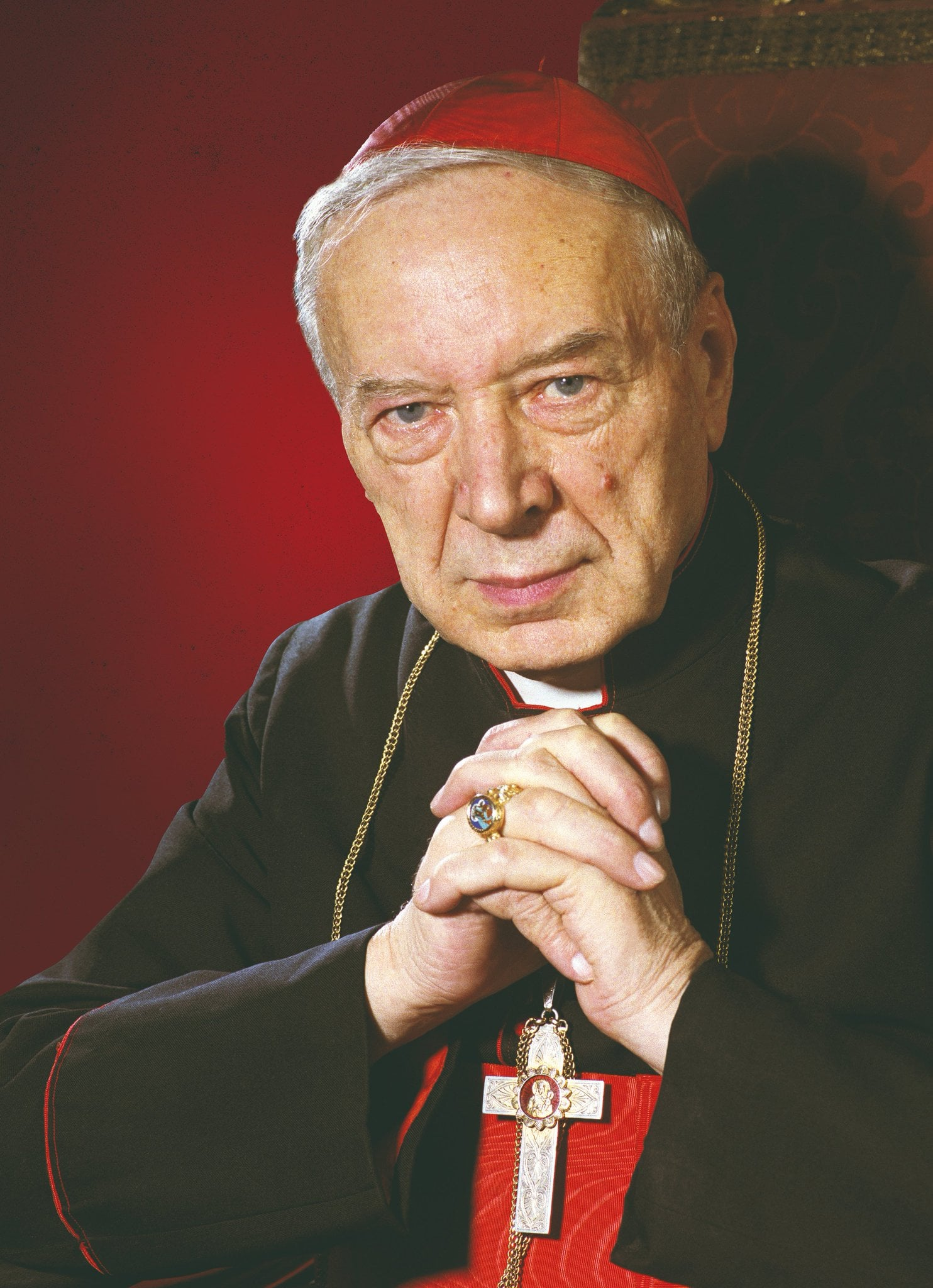
El cardenal Stefan Wyszyński, primat de Polònia

Els comunistes van alienar encara més molts polonesos perseguint l'Església catòlica. L'Associació PAX creada el 1947 i liderada per l'antic activista d'extrema dreta d' abans de la guerra Bolesław Piasecki, va intentar dividir el moviment catòlic i promoure una església col·laboracionista i amiga del govern comunista. El PAX no va arribar gaire lluny a l'hora de modelar l'opinió pública catòlica, però va publicar nombrosos llibres i va aprovar oficialment la premsa diària catòlica. El 1953 el cardenal Stefan Wyszyński, el primat de Polònia, va ser posat en arrest domiciliari, tot i que havia estat disposat a fer compromisos amb el govern. A principis de la dècada de 1950, la guerra contra la religió per part de la policia secreta va provocar arrests i persecució de centenars de personalitats religioses, que va culminar amb el judici estalinista de la Cúria de Cracòvia.
La constitució de 1952 garantia sobre el paper tota mena de drets i llibertats democràtiques. En realitat, el país estava controlat extraconstitucionalment pel Partit dels Treballadors Units de Polònia, que va utilitzar les seves pròpies regles i pràctiques per supervisar totes les institucions governamentals especificades a la constitució. El càrrec de president de Polònia va ser substituït pel Consell d'Estat col·lectiu, però Bierut, el primer secretari del partit, va romandre com a líder efectiu de Polònia. En el futur, l'existència d'una constitució amb disposicions democràtiques donaria a l'oposició una eina legal i una manera de pressionar el règim.
Stalin va morir el 1953, que va ser seguit d'un desglaç parcial a Polònia. Nikita Khrusxov es va convertir en primer secretari del Partit Comunista de la Unió Soviètica. El Segon Congrés del PZPR es va deliberar el març de 1954. Cyrankiewicz, anteriorment substituït com a primer ministre per Bierut, va ser retornat a aquest càrrec (per romandre primer ministre fins al desembre de 1970). El Pla de sis anys es va ajustar per augmentar la producció d'articles de consum popular. Khrusxov, present al Congrés, va demanar a Bierut les raons de la detenció continuada de Gomułka, "un bon comunista"; Bierut va negar tenir coneixement específic de l'empresonament de Gomułka.
Després de la deserció a Occident i les revelacions del seu oficial Józef Światło, el  Ministeri de Seguretat Pública va ser abolit el desembre de 1954. Gomułka i els seus associats van ser alliberats del confinament i la censura es va relaxar lleugerament. Les dues publicacions periòdiques notables que van lluitar contra les prohibicions van ser Po prostu ('Simplement') i Nowa Kultura ('La nova cultura') (Po prostu va ser tancat i els seus defensors van pacificar brutalment l'octubre de 1957, només un any després de l'ascens de Gomułka al poder). Des de principis de 1955, la premsa polonesa es va dedicar a criticar el passat recent estalinista i lloant les antigues tradicions socialistes poloneses (marxisme socialdemòcrata i independència nacional). Els clubs de discussió política van anar en augment a tot el país. El mateix partit semblava avançar en la direcció socialdemòcrata. Els intel·lectuals d'esquerres, que s'havien afiliat al partit pel seu compromís amb la justícia social, anaven cap a la direcció socialdemòcrata de manera més decidida i aviat van donar lloc al moviment revisionista polonès.

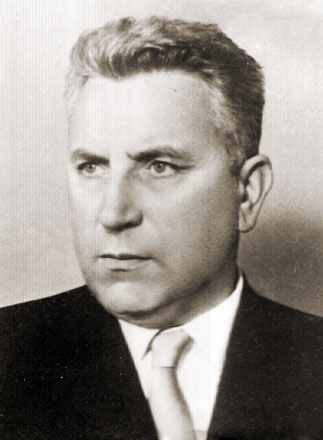
Edward Ochab

El febrer de 1956, Khrusxov va denunciar el culte a la personalitat de Stalin al 20è Congrés del Partit Comunista de la Unió Soviètica i es va embarcar en un curs de reforma. La desestalinització de la ideologia oficial soviètica va deixar els estalinistes de Polònia en una posició difícil. Mentre que el malestar i el desig de reforma i canvi entre intel·lectuals i treballadors començaven a aflorar a tot el Bloc de l'Est, la mort de l'aliat de Stalin Bierut el març de 1956 a Moscou (estava assistint al congrés del partit soviètic) va exacerbar la situació d'escissió existent al partit polonès. Al març Bierut va ser succeït per Edward Ochab com a primer secretari. Com que el 20è Congrés va inspirar també la democratització parcial de la vida política i econòmica polonesa, Ochab es va comprometre en reformes destinades a promoure la descentralització industrial i millorar els nivells de vida.
El nombre d'agents de seguretat es va reduir un 22%. Amb una amnistia generalitzada, 35.000 detinguts a tot el país van ser alliberats. En total es van alliberar 9.000 empresonats per motius polítics. Els estalinistes de línia dura, com Jakub Berman, Roman Romkowski i Anatol Fejgin van ser destituïts del poder, alguns arrestats. Berman, destituït al maig, per decisió de Gomułka mai va ser processat. Alguns autors de crims estalinistes van ser processats i condemnats a penes de presó. Els fiscals van presentar formalment un pla molt més ampli per acusar el responsable i verificar tot l'aparell de seguretat, però l'acció no va ser aprovada per Gomułka, que comptava entre les víctimes de la persecució estalinista, igual que la seva dona. Gomułka va dur a terme algunes purgues i reformes, però no va voler desestabilitzar el sistema de seguretat, ara sota el seu control, mitjançant processaments formals amplis.

## El camí de Gomułka cap al socialisme (1956-1970)

### Octubre polonès

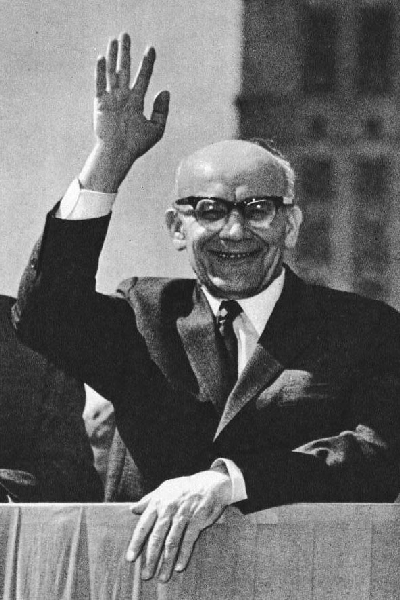
Władysław Gomułka

A partir del 28 de juny de 1956, els treballadors de la ciutat industrial de Poznań, que en repetides ocasions, però en va, havien demanat a les autoritats que intervenessin i milloressin la seva deteriorada situació, es van declarar en vaga i es van amotinar en resposta a una retallada de salaris i canvis de condicions laborals. Les manifestacions dels treballadors de les fàbriques es van convertir en una gran protesta a tota la ciutat. Un comandant militar local va fer servir 16 tancs, 2 vehicles blindats de transport de personal i 30 vehicles. Alguns d'ells van ser capturats pels manifestants, que també van irrompre als edificis del govern local. 57 persones van morir i diversos centenars van resultar ferides en dos dies de lluita. Van entrar en escena diverses formacions militars importants, però el paper de l'exèrcit era principalment el de suport a l'acció de la policia i les forces de seguretat.[a] A l'emissora de ràdio de Poznań, el primer ministre Cyrankiewicz va advertir i amenaçar els amotinats en el seu discurs àmpliament divulgat: ell "... qui s'atrevirà a aixecar la mà contra el govern del poble pot estar segur que... Les autoritats li tallaran la mà". De les 746 persones detingudes oficialment durant i després dels disturbis, gairebé el 80% eren treballadors. Les autoritats van iniciar una investigació per intentar descobrir una presumpta instigació i implicació premeditada per part de centres clandestins occidentals o anticomunistes. Aquests esforços no van tenir èxit i es va trobar que els esdeveniments havien estat espontanis i recolzats localment. L'impacte durador de la revolta de Poznań va ser que va provocar un realineament més profund i liberal dins del partit comunista polonès i en la seva relació amb Moscou.
Profundament commocionat per les protestes i la violència, el 7è Ple del Comitè Central, celebrat el juliol de 1956, es va dividir en dos grups, els "de la línia dura" Natolin i la facció "reformista" de Puławy que reben el nom dels llocs on celebraven la seva reunions. La facció Natolin estava formada en gran part per funcionaris comunistes de l'exèrcit i la seguretat de l'estat, inclosos Franciszek Jóźwiak, Mieczysław Moczar, Zenon Kliszko i Zenon Nowak, que defensaven l'eliminació dels "protegits jueus de Stalin", però ells mateixos eren simpatitzants estalinistes. Molts de la facció Puławy eren antics fanàtics estalinistes i enemics passats de Gomułka. Ara eren convertits en reformadors liberals i partidaris del retorn de Gomułka al poder. En resposta als disturbis recents, el règim es va girar cap a la conciliació: es van anunciar augments de salaris i altres reformes per als obrers de Poznań. Al partit i entre els intel·lectuals, les demandes de reformes més àmplies del sistema estalinista eren cada cop més generalitzades i intenses.
Adonant-se de la necessitat d'un nou lideratge, en el que es va conèixer com l'octubre polonès, el Politburó va escollir Gomułka, que havia estat alliberat de la presó i reintegrat al partit, i el 8è Ple del Comitè Central el va escollir sense l'aprovació soviètica nou primer secretari de el PZPR. Posteriorment, Gomułka va convèncer els líders soviètics que preservaria la influència soviètica a Polònia. L'elevació de Gomułka va ser precedida per moviments militars soviètics nefasts i l'arribada d'una delegació soviètica d'alt nivell liderada per Khrusxov, que va volar a Varsòvia per presenciar i influir en el trastorn al partit polonès. Després de les trobades i les negociacions de vegades enfrontades, aviat van tornar a Moscou, on el líder soviètic va anunciar el 21 d'octubre que s'havia d'abandonar la idea d'una intervenció armada a Polònia. Aquesta posició va ser reforçada per la pressió de la Xina comunista, que va exigir que els soviètics deixin en pau la nova direcció polonesa. El 21 d'octubre a Varsòvia es va aconseguir el retorn de Gomułka al poder, donant lloc a l'era del comunisme nacional a Polònia. Gomułka es va comprometre a desmantellar l'estalinisme i en el seu discurs d'acceptació va plantejar nombroses idees reformistes que sonen a socialdemòcrates, donant l'esperança als revisionistes d'esquerra i altres de la societat polonesa que l'estat comunista era, després de tot, reformable. Els revisionistes aspiraven a representar el moviment obrer, recentment derrotat a Poznań. Els seus principals objectius eren la llibertat política i l'autogestió a les empreses estatals. Tanmateix, la fi de la influència soviètica a l'Europa de l'Est no es veia enlloc. El 14 de maig de 1955 es va signar el Pacte de Varsòvia a la capital polonesa, per contrarestar l'anterior establiment de l'OTAN.
Molts oficials soviètics que servien a les Forces Armades poloneses van ser destituïts, però molt pocs oficials estalinistes van ser jutjats per les repressions del període Bierut. La facció Puławy va argumentar que els judicis massius dels funcionaris estalinistes, molts d'ells jueus, incitarien l'animadversió cap als jueus. Konstantin Rokossovsky i altres consellers soviètics van ser enviats a casa, i l'establishment i el sistema comunista polonès van prendre una orientació més independent. Gomułka, conscient de les realitats geopolítiques, va acordar que les tropes soviètiques romandrien a Polònia i no es permetrien esclats antisoviètics oberts. No obstant això, va formalitzar les relacions poloneso-soviètiques i el tractat de cooperació militar sense precedents de l'estat aliat soviètic, signat el desembre de 1956, va declarar que l'estacionament de les forces soviètiques a Polònia "de cap manera pot violar la sobirania de l'estat polonès i no pot conduir a la seva ingerència en qüestions internes de la República Popular Polonesa". Polònia va evitar així el risc d'una intervenció armada soviètica del tipus que va esclafar la revolució hongaresa de 1956. Per la seva banda, Gomułka va recompensar els soviètics pel seu marge intern amb un suport lleial durant tota la seva carrera. En un acte de desafiament, la delegació polonesa a les Nacions Unides es va abstenir el novembre de 1956 de la votació de condemna de la intervenció soviètica a Hongria.
Hi va haver repetits intents d'alguns acadèmics i filòsofs polonesos, molts relacionats amb l'escola Lwów-Varsòvia d'abans de la guerra, com ara Leszek Kołakowski, Stanisław Ossowski i Adam Schaff, per crear un pont entre la història de Polònia i la ideologia marxista i desenvolupar una forma específica de marxisme polonès. Aquests esforços es van sufocar a causa de la manca de voluntat del règim d'arriscar la ira de la Unió Soviètica per desviar-se massa de la línia del partit soviètic . Kołakowski, un destacat revisionista, va ser atacat verbalment per Gomułka el 1957, expulsat del partit el 1966 i va haver d'emigrar el 1968.Entre altres revisionistes destacats hi havia Włodzimierz Brus, Bronisław Baczko, Zygmunt Bauman i Krzysztof Pomian. L'establishment del PZPR els va veure com autèntics partidaris de la socialdemocràcia capitalista, fent-se passar per socialistes.

### Reducció de les promeses de campanya

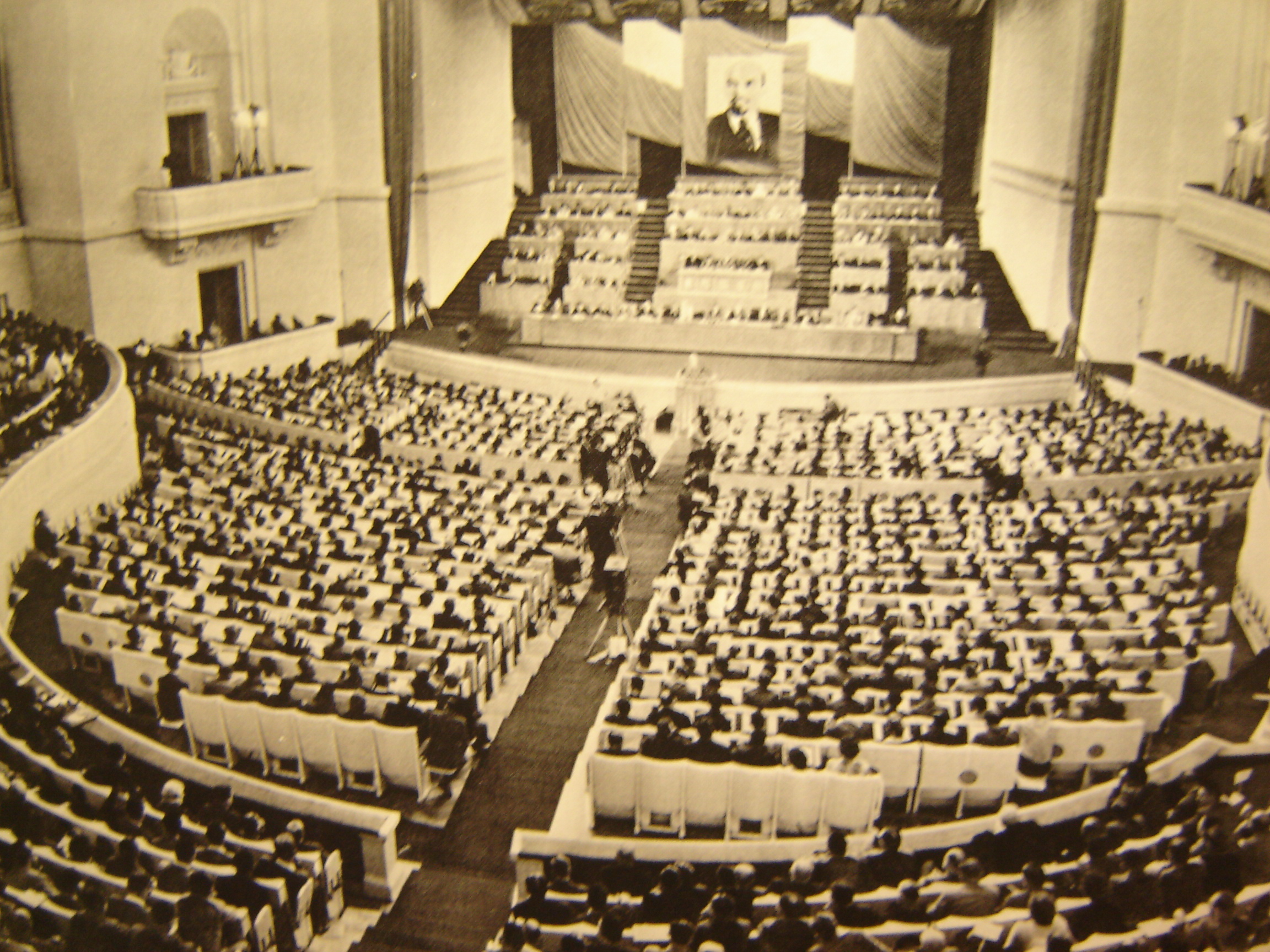
El Quart Congrés del Partit Obrer Unificat Polonès, celebrat el 1963

Polònia va acollir amb alleujament l'ascens al poder de Gomułka. Gomułka va prometre la fi del terror policial, una major llibertat intel·lectual i religiosa, salaris més alts i la inversió de la col·lectivització; i fins a cert punt va complir aquestes promeses. La producció de béns de consum va augmentar una mica. L'elit del partit, així com la intel·lectualitat acadèmica i literària, van experimentar una major llibertat i guanys significatius, sentits com "una certa diversitat i revitalització de la vida pública d'elit" El grup de discussió dissident Club del Cercle Corbat va sobreviure fins a 1962.Altres formes d'expressió comunitària col·lectiva i una autonomia acadèmica legalment garantida (basada en l'estatut de l'ensenyament superior de 1958) van durar fins a la crisi política polonesa de 1968. El discurs acadèmic permès contrastava marcat amb el tracte que se'ls concedia als treballadors, els consells d'autogestió dels quals que s'havien format espontàniament el 1956 van ser neutralitzats i posats sota el control del partit el 1958. A l'època comunista, per la seva classe, el paper en la ideologia oficial i la sensibilitat del lideratge, els treballadors gaudien d'una certa influència i un cert grau de protecció dels seus interessos econòmics, amb la condició que s'abstinguessin de dedicar-se a la política independent o d'exercir pressió públicament.
La reforma econòmica es va intentar quan el Sejm va crear el Consell Econòmic el 1957. El consell incloïa els destacats economistes Oskar R. Lange, Czesław Bobrowski, Michał Kalecki, i Edward Lipiński. Van proposar una reforma del mercat, començant per la concessió d'una major autogovern i capacitat de presa de decisions més independent a les empreses, per facilitar-los la "realització dels objectius del pla". Però les millores econòmiques recomanades, malgrat l'autocontrol dels autors, no eren compatibles amb el sistema de comandament econòmic centralitzat obligatori d'aquella època, i l'esforç de reforma va fracassar.
L'octubre de 1957, el ministre d'Afers Exteriors de Polònia, Adam Rapacki, va proposar una zona lliure de nuclears europea que inclouria els territoris de Polònia, Alemanya Occidental, Alemanya Oriental i Txecoslovàquia. L'agost de 1961, el nou mur de Berlín va consolidar la divisió d'Europa.
Durant el període 1948–71, el govern polonès va signar acords d'indemnització amb diversos països de l'Europa occidental (excloent els considerats aliats de l'Alemanya nazi), el Canadà i els Estats Units. Els acords tractaven de la compensació de les pèrdues patides pels ciutadans i les empreses dels països implicats com a conseqüència dels esdeveniments bèl·lics i la posterior nacionalització. L'acord amb els Estats Units va seguir la visita a Polònia del vicepresident Richard Nixon l'agost de 1959 i les seves converses amb Gomułka. Es va signar l'any 1960 i l'import acordat havia estat pagat pel govern polonès en vint terminis. El govern dels Estats Units va assumir així la responsabilitat de les indemnitzacions derivades de les reclamacions presentades per ciutadans nord-americans.
Després de la primera onada de reformes, el règim de Gomułka va començar a retrocedir en les seves promeses. El control sobre els mitjans de comunicació i les universitats es va anar reforçant gradualment, i molts dels membres més joves i reformistes del partit van ser forçats a sortir (més de 200.000 depurats ja el 1958, quan el PZPR va emprendre una "verificació" de la seva pertinença). La reforma prometedora Gomułka de 1956 es va convertir en la Gomułka autoritària dels anys seixanta. Tot i que Polònia va gaudir d'un període de relativa estabilitat en aquella dècada, l'idealisme de l'"octubre polonès" es va esvair. decisions preses al XIII Ple del Comitè Central, celebrat l'any 1963, van suposar un final definitiu del període de liberalització posterior a l'octubre. La desaparició dels aliats tàctics de Gomułka,La facció, gradualment reemplaçada pel propi poble de Gomułka, va ser evident quan Roman Zambrowski, el principal polític jueu, va ser eliminat del Politburó.
Polònia sota el govern de Gomułka va ser considerat generalment un dels estats comunistes més liberals. Tanmateix, els polonesos encara podien anar a la presó per escriure sàtira política sobre el líder del partit, com li va passar a Janusz Szpotański, o per publicar un llibre a l'estranger. Una "Carta dels 34", de març de 1964, signada per destacats intel·lectuals i lliurada al despatx del primer ministre Cyrankiewicz, criticava l'empitjorament de la censura i exigia una política cultural més oberta, tal com garanteix la constitució. Jacek Kuroń i Karol Modzelewski van ser expulsats del partit i a partir de 1965 empresonats per crítiques escrites (una "Carta oberta al partit") al govern del partit i assenyalant el caràcter contradictori del suposat estat obrer. Kuroń i Modzelewski van acusar el règim de trair la causa revolucionària; com molts reformadors polonesos més joves, parlaven des de posicions d'esquerres i estaven ideològicament estretament alineats amb els radicals occidentals dels anys seixanta.
A mesura que el règim s'anava fent menys liberal i més repressiu, la popularitat de Gomułka va disminuir a mesura que la seva visió inicial va perdre el seu impuls. Molts polonesos van trobar irritant l'actitud autojustificadora de Gomułka i el seu comportament provincià. Va reaccionar davant les creixents crítiques negant-se a cedir i aïllar-se amb l'ajuda dels amics, dels quals Zenon Kliszko va ser el més influent. Dins del partit, el ministre de l'Interior Mieczysław Moczar i la seva facció nacionalista-comunista coneguda com "els partisans" (juntament amb Moczarowcy, el sistema molt més ampli de la clientela política de Moczar) buscaven una oportunitat per afirmar el seu domini.

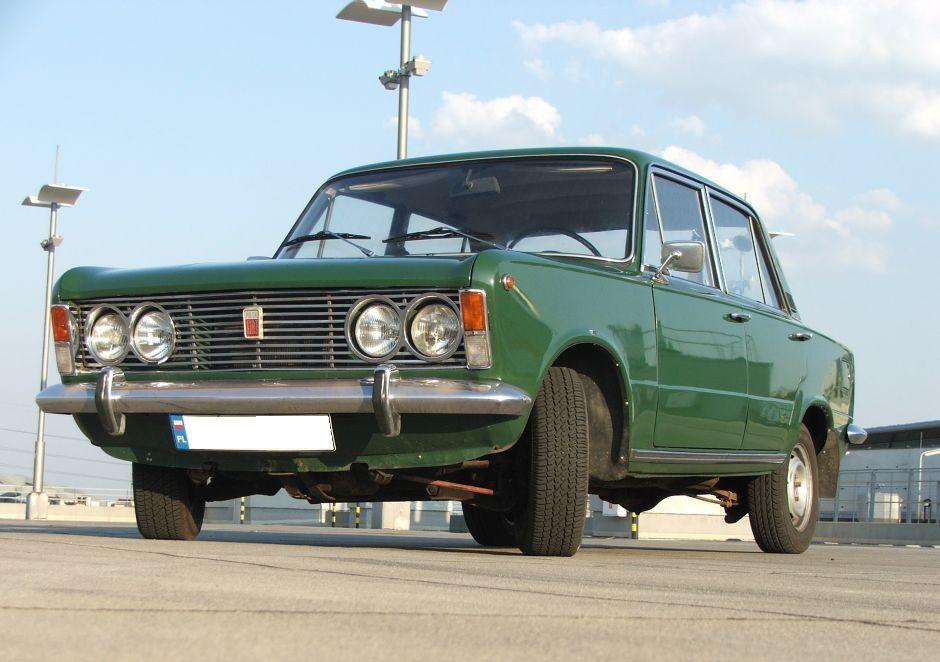
El Polski Fiat 125p, produït a Polònia a finals dels anys 60, es basava en tecnologia comprada a Fiat

A mitjans de la dècada de 1960, Polònia començava a experimentar dificultats econòmiques i les millores apreciables del nivell de vida fins ara mostraven signes d'estancament (durant 1960–70 els salaris reals dels treballadors només van créixer una mitjana de l'1,8% anual). El boom econòmic de la postguerra s'estava acabant i l'economia mundial cada cop més globalitzada i integrada s'estava tornant inhòspita als desenvolupaments nacionals que operaven darrere de les barreres comercials. Com els altres estats comunistes, Polònia gastava massa en indústria pesant, armament i projectes de prestigi i massa poc en producció de consum. El fracàs de la col·lectivització a l'estil soviètic va retornar la terra col·lectivitzada als camperols, però la majoria de les seves granges eren massa petites per ser pròsperes i la productivitat agrícola es va mantenir baixa. Les relacions econòmiques amb Alemanya Occidental es van congelar a causa de la interferència d'Alemanya de l'Est i la resistència a la integració econòmica. Gomułka va atribuir els signes de declivi econòmic a una implementació defectuosa de les instruccions fonamentalment correctes emeses pels òrgans centrals del partit. No va saber apreciar el paper correctiu del mercat, la retroalimentació del qual no podia ser substituïda per càlculs teòrics, planificació i decisions administratives. D'altra banda, perseguint inversions conservadores més que polítiques econòmiques orientades al consum, el seu govern no va generar deute exterior.
A partir de 1960, el règim va implantar cada cop més polítiques anticatòliques, com ara l'assetjament, la propaganda atea i les mesures que dificultaven la realització de pràctiques religioses. Gomułka, segons Andrzej Leder, va ser l'últim polític polonès que va intentar seriosament realitzar un programa anticlerical, una empresa bàsica d'esquerres. El 1965, la Conferència dels Bisbes Polonesos va emetre la Carta de Reconciliació dels Bisbes Polonesos als Bisbes Alemanys. El 1966, les celebracions del 1.000è aniversari de la cristianització de Polònia dirigides pel primat, el cardenal Stefan Wyszyński i altres bisbes que van recórrer el país, es van convertir en una gran demostració del poder i la popularitat de l'Església catòlica a Polònia. En una ferotge competència, les autoritats estatals van dur a terme les seves pròpies celebracions nacionals, destacant l'origen de l'estat polonès, però l'exhibició del comandament de la jerarquia de l'Església d'enormes multituds en una terra governada pels comunistes devia impressionar als prelats catòlics al Vaticà i a altres llocs. El diàleg estat-església, simbolitzat per la presència dels pocs diputats catòlics independents de Znak al parlament, es va deteriorar ràpidament.

### Els fets de 1968

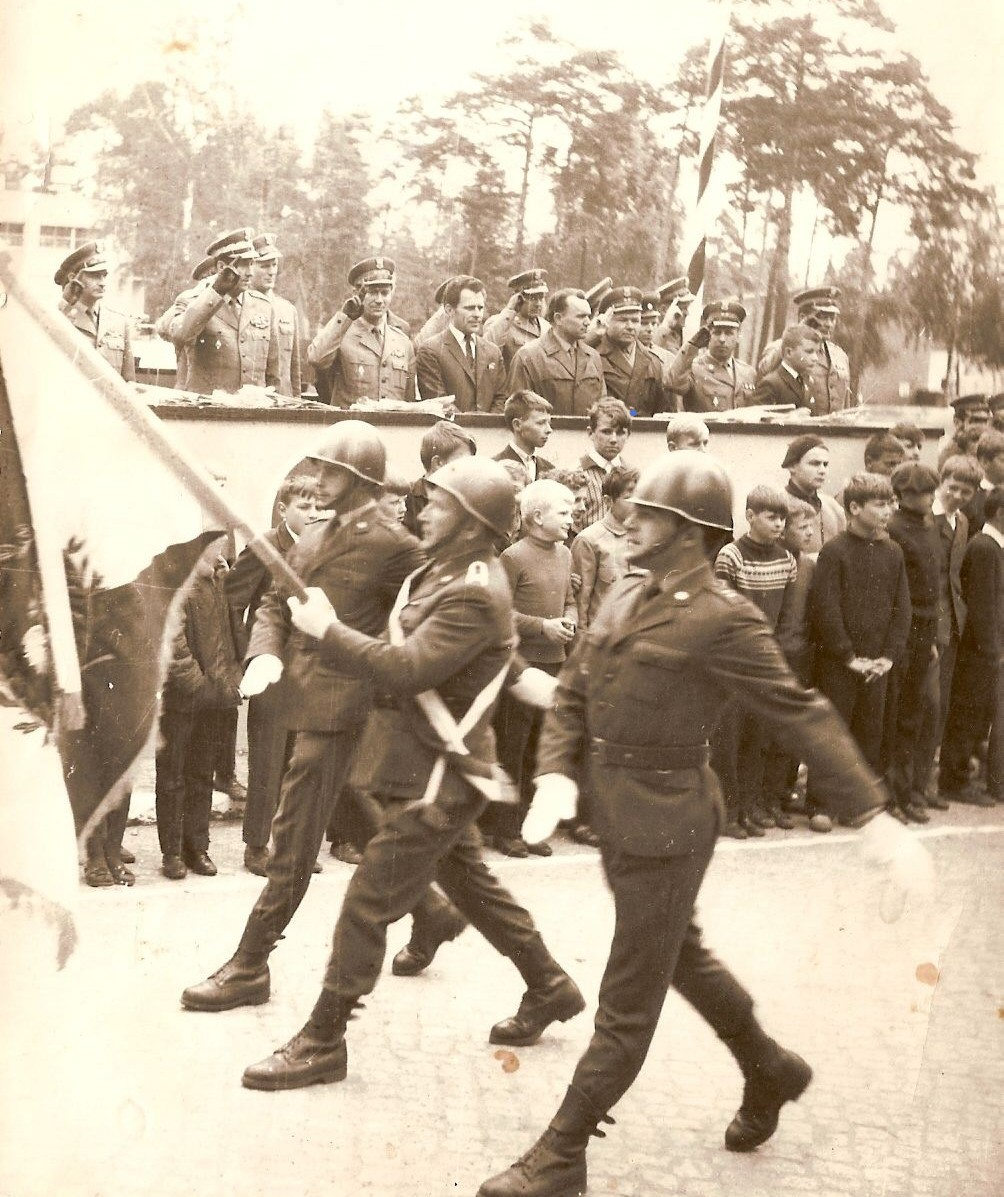
Abanderats del 27 Regiment de Tancs, mitjans dels anys 60

A la dècada del 1960, els funcionaris del règim rival i els seus seguidors, generalment de la generació més jove d'activistes del partit, havien començat a conspirar contra el govern de Gomułka i els seus associats. El cap de seguretat de Polònia, Mieczysław Moczar, un comandant partisà comunista en temps de guerra, va basar la seva apel·lació en una retòrica nacionalista combinada amb sentiments anti-intel·ligència i antijueus i es va convertir en el principal rival. El líder del partit a l'Alta Silèsia, Edward Gierek, que s'havia involucrat amb el moviment comunista com a treballador adolescent de la indústria minera a França, també va sorgir com un possible líder alternatiu. Gierek va ser afavorit pels membres més pragmàtics i tecnocràtics de la nomenklatura. Des de gener de 1968, l'oposició revisionista polonesa i altres cercles van ser fortament influenciats pel moviment en desenvolupament de la Primavera de Praga.
El març de 1968, les manifestacions estudiantils a la Universitat de Varsòvia van esclatar arran de la prohibició del govern de seguir representant l'obra Dziady d'Adam Mickiewicz (escrita el 1824) al Teatre Nacional de Varsòvia, a causa de la seva suposada " referències antisoviètiques". Posteriorment, l'ORMO i altres formacions de seguretat van atacar als estudiants universitaris que protestaven a diverses ciutats importants.[u]
En el que es va conèixer com els fets de març de 1968, Moczar va utilitzar les celebracions espontànies i informals prèvies del resultat de la Guerra dels Sis Dies àrab-israeliana de 1967 i ara l'afer del teatre de Varsòvia com a pretextos per llançar una campanya de premsa antiintel·lectual i antisemita (designada oficialment com a "antisionista"), l'objectiu real de la qual era debilitar la facció del partit liberal pro-reforma i atacar altres cercles. Milers de persones generalment laiques i integrades d'origen jueu van perdre la seva feina i uns 15.000 jueus van emigrar entre 1967 i 1971. Del que abans era la comunitat jueva més gran d'Europa d'abans de la guerra, només uns milers la gent va romandre a Polònia.

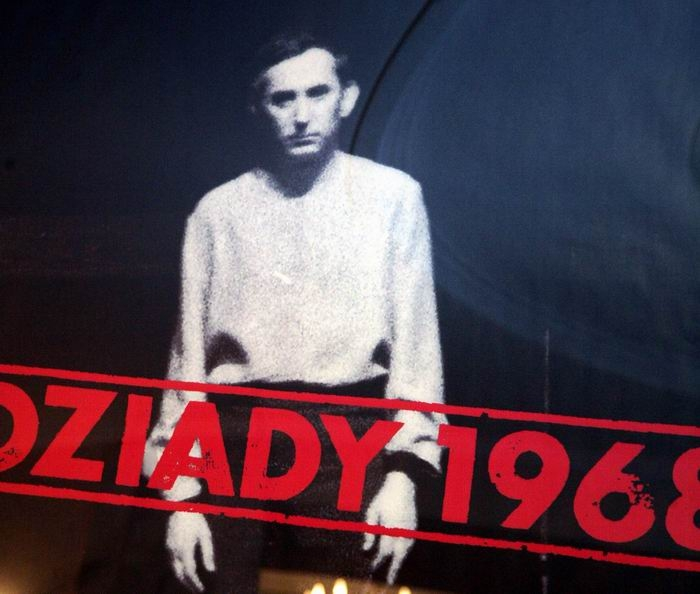
Dziady, un esdeveniment teatral que va generar protestes a tot el país.

Altres víctimes van ser estudiants universitaris, molts dels quals van ser expulsats de les seves institucions i les seves carreres destruïdes, professors acadèmics que van intentar defensar els estudiants i les mateixes institucions acadèmiques: la Universitat de Varsòvia tenia diversos departaments dissolts administrativament.[k] Els membres de la intel·lectualitat liberal, jueus o no, van ser eliminats del govern i d'altres llocs de treball. Els intel·lectuals d'esquerres i els líders estudiantils van perdre el que quedava de la seva fe en el govern aparentment socialista. Finalment, el propi partit va ser depurat de molts milers de membres sospitosos, gent que d'alguna manera no s'adaptava al nou entorn d'intolerància i odi. Les purgues de 1968 van significar també l'inici d'una substitució generacional a gran escala dels membres de l'executiu del partit, un procés que va continuar fins a principis dels anys setanta, després de la marxa de Gomułka. Els quadres comunistes d'abans de la guerra van ser eliminats i les persones les carreres de les quals es van formar a la Polònia Popular van ocupar el seu lloc, cosa que va donar al successor de Gomułka, Edward Gierek, una de les elits de poder més joves d'Europa al començament del seu mandat.
El protagonisme dissident revisionista en els fets de 1968 va eclipsar el despertar igualment significatiu que s'està produint entre la classe obrera de Polònia. Gdańsk, on milers d'estudiants i treballadors van lluitar contra la policia el 15 de març, va tenir la taxa més alta del país de detencions administratives i casos judicials. La proporció més gran de persones arrestades i empresonades al març i abril de 1968 a Polònia van ser classificades per les autoritats com a "treballadors".
Es va fer un intent intern de desacreditar el lideratge de Gomułka, però hi va haver aspectes de la caça de bruixes en curs que va trobar que era al seu avantatge i tolerava. Mentrestant, el moviment Moczar havia causat danys irreversibles a la societat. El règim de Gomułka es va reafirmar i es va salvar per una combinació de factors internacionals i nacionals, inclosa la incapacitat de la facció Moczar per fer-se càrrec del partit i de l'aparell estatal. La Unió Soviètica, ara dirigida per Leonid Bréjnev, estava preocupada per la crisi de Tchécoslovaquia i no estava inclinada a donar suport als canvis de personal en la direcció polonesa.
L'agost de 1968, l'exèrcit popular polonès va participar en la invasió de Txecoslovàquia del Pacte de Varsòvia. Alguns intel·lectuals polonesos van protestar, i Ryszard Siwiec es va cremar viu durant les celebracions d'una festa oficial. La participació polonesa en l'aixafament del moviment de liberalització txec (l'assoliment màxim del revisionisme marxista, segons David Ost) va alienar encara més a Gomułka dels seus antics partidaris liberals. Però dins del partit, l'oposició a Gomułka es va esvair i el 5è Congrés del PZPR va reconfirmar el seu govern al novembre. Brézhnev, que va assistir a la reunió, va aprofitar l'ocasió per exposar la seva Doctrina Bréjnev, un dret soviètic autoconcedit a intervenir amb força si un estat aliat s'allunya massa del "curs fraternal".

### Tractat amb Alemanya Occidental, disturbis alimentaris i l'eliminació de Gomułka

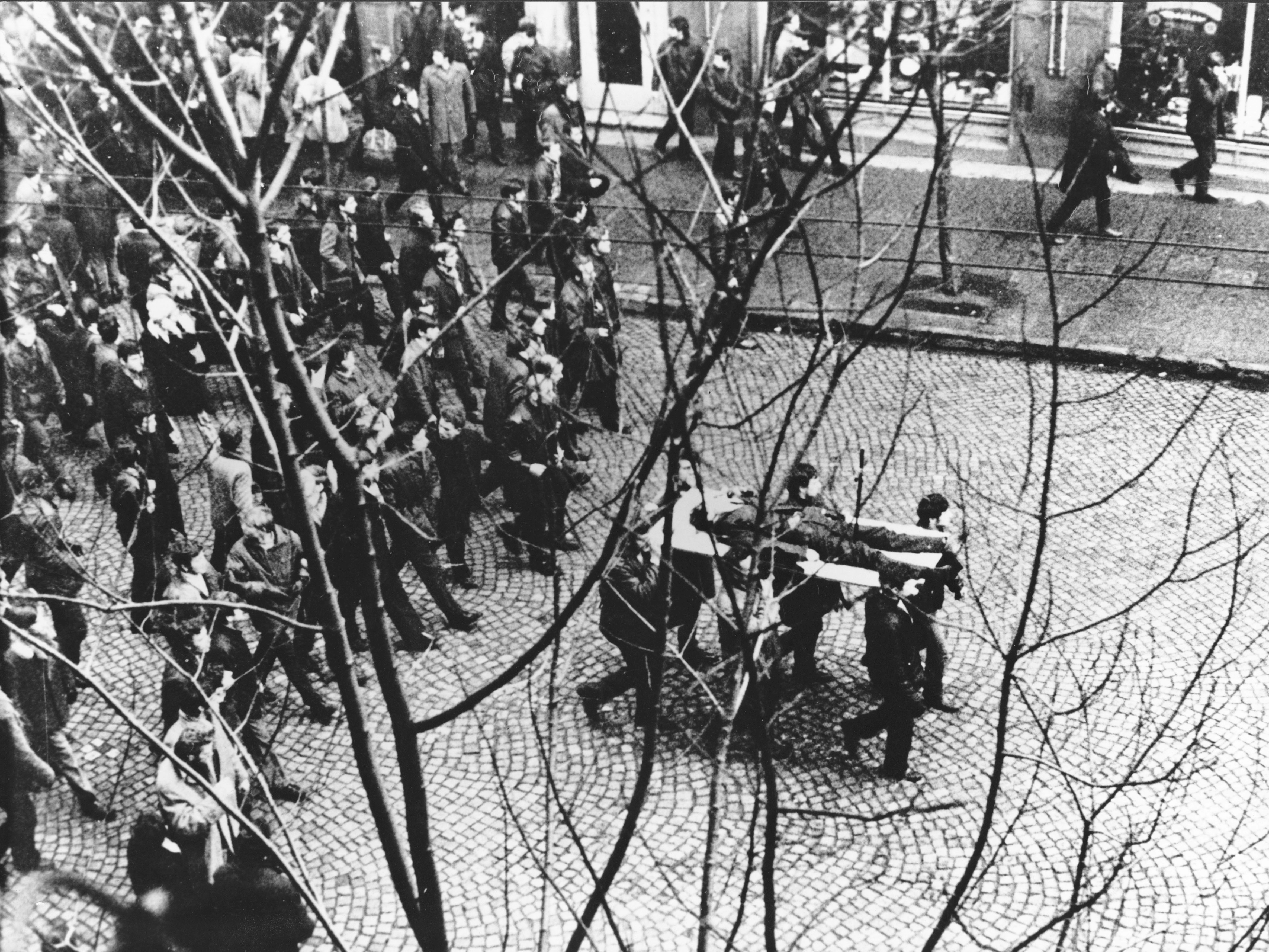
Els manifestants a Gdynia porten el cos de Zbigniew Godlewski, que va ser assassinat a trets durant les protestes de 1970.

El desembre de 1970, el govern de Gomułka va obtenir un gran èxit polític quan Polònia va obtenir el reconeixement per part d'Alemanya Occidental de les fronteres posteriors a la Segona Guerra Mundial. En les negociacions que van conduir al Tractat de Varsòvia, la part alemanya va assegurar el dret d'emigrar a Alemanya Occidental per als residents de Polònia d'identitat alemanya i la possibilitat d'ajudar econòmicament els que es van quedar a Polònia concedint pensions. Centenars de milers finalment es van veure afectats. El canceller alemany Willy Brandt, que va signar l'acord, va aprofitar l'ocasió per demanar de genolls perdó pels crims dels nazis (Kniefall von Warschau). El seu gest es va entendre a Polònia com a adreçat a tots els polonesos, encara que es va fer al lloc del gueto de Varsòvia i, per tant, s'adreçava principalment als jueus. El notable procés de reconciliació entre les nacions polonesa i alemanya es va iniciar cinc anys abans, quan els líders de l'Església polonesa van emetre la Carta de reconciliació dels bisbes polonesos als bisbes alemanys, criticada aleshores pel govern polonès.
Gomułka se sentia orgullós i segur després del tractat amb Alemanya Occidental, la seva fita política. Va significar una tendència duradora en la política internacional de Polònia: treure el país de la dependència desproporcionada de la Unió Soviètica i compensar la vulnerabilitat de la seguretat mitjançant la construcció de bones relacions amb Alemanya.
Però l'esdeveniment no va poder emmascarar la crisi econòmica a la qual s'estava derivant Polònia. Tot i que el sistema de preus fixos i artificialment baixos dels aliments va mantenir sota control el descontentament urbà, va provocar tensió econòmica. A la llarga la situació era insostenible, i el 12 de desembre de 1970 el règim va anunciar inesperadament augments substancials dels preus dels aliments bàsics. Les noves mesures eren incomprensibles per a molts treballadors, i el seu desafortunat moment (abans de Nadal, el període de compra d'aliments més intens per a la majoria de les famílies poloneses) va provocar una forta reacció social i, finalment, la caiguda de Gomułka del poder.
Del 14 al 19 de desembre de 1970, van esclatar manifestacions massives contra l'augment dels preus a les ciutats del nord (costa bàltica) de Gdańsk, Gdynia, Elbląg i Szczecin. En enfrontaments violents en aquells i altres llocs, 19 edificis públics van ser destruïts o danyats, incloent la seu del partit a Gdańsk i Szczecin. El Comitè Central del PZPR estava deliberant a Varsòvia, però una conferència més petita, dirigida per Gomułka, va emetre una autorització per a un ús limitat de la força letal per defensar vides i propietats. Gomułka, però, estava decidit a imposar una resolució contundent del conflicte. Entre els líders del partit que van arribar a la costa i van dirigir les accions locals d'execució, inicialment a Gdańsk, hi havia Zenon Kliszko i Stanisław Kociołek. A Gdynia, els soldats van rebre instruccions per evitar que els manifestants tornessin als edificis de les fàbriques; van disparar contra una multitud de treballadors que emergien dels trens de rodalies. També es van produir enfrontaments fatals a Szczecin. Possiblement una cinquantena de persones van ser mortes a la regió costanera al desembre.
El moviment de protesta es va estendre a altres ciutats, provocant més vagues i provocant que els treballadors enfadats ocupessin moltes fàbriques. La vaga general a Polònia estava programada per al 21 de desembre de 1970.
La reunió de direcció del partit a Varsòvia el 20 de desembre va reconèixer el perill que representava la revolta de la classe obrera per al seu sistema. En consultes amb els perturbats líders soviètics, van procedir a acordar la dimissió de Gomułka, que aleshores estava estressat i malalt. També van ser destituïts diversos dels seus col·laboradors. Edward Gierek va ser designat com a nou primer secretari. Mieczysław Moczar, un altre contendent fort, no es va confiar i fins i tot es va culpar de l'actual debacle dels soviètics.
Una altra vaga a Szczecin va esclatar el 22 de gener de 1971. Gierek es va apostar que les seves aparicions personals resoldrien la crisi. Va anar a Szczecin el 24 de gener i a Gdańsk l'endemà, es va reunir amb els treballadors, es va disculpar pels errors passats i els va assegurar que, com a antic treballador, entenia la seva situació i ara governaria Polònia per al poble. Els participants de la vaga de Szczecin van reclamar consells obrers i representants sindicals elegits lliurement. Gierek va consentir, però en realitat les autoritats aviat van marginar i van eliminar els líders obrers de les estructures laborals legalment existents i dels seus llocs de treball. Les vagues de Łódź de febrer de 1971va seguir i es va concentrar en les demandes econòmiques. Després es van baixar els preus, es van anunciar augments salarials i es van prometre canvis econòmics i polítics radicals.
El moviment d'oposició polonès, liderat tradicionalment per la intel·lectualitat, després dels dos forts cops de 1968 i 1970, estava en desordre i silenci. La dèbil connexió dels revisionistes amb el partit comunista es va trencar definitivament, però encara no havia sorgit una nova estratègia. Tanmateix, ja l'any 1971 Leszek Kołakowski va publicar a la revista emigrada Kultura un article fonamental titulat Tesis sobre l'esperança i la desesperança. Va proposar un concepte de moviment de resistència democratitzador civil que seria vàlid fins i tot en la societat socialista estatal reprimida i aparentment estancada.

## La dècada de Gierek (1970–1980)

### Posant-se al dia amb Occident

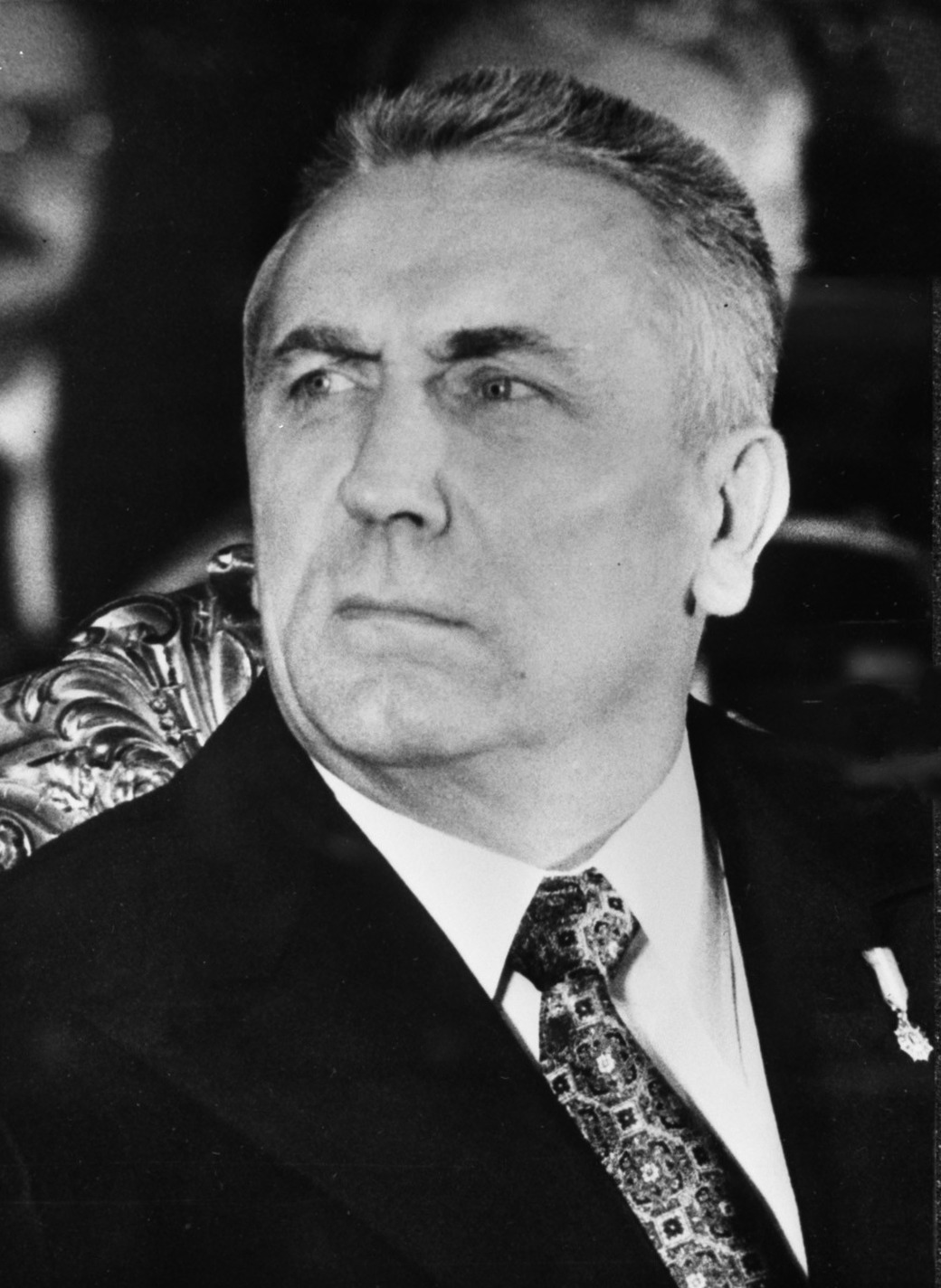
Edward Gierek

Gierek, com Gomułka el 1956, va arribar al poder amb una sèrie de promeses que tot seria diferent a partir d'ara: els salaris augmentarien, els preus es mantindrien estables, hi hauria llibertat d'expressió i els responsables de la violència a Gdynia i altres llocs serien castigats. Es creia que Gierek era un home honest i ben intencionat, i les seves promeses li van fer guanyar temps. Va procedir a crear un nou programa econòmic, basat en l'endeutament a gran escala dels bancs d'Occident, per comprar tecnologia que millorés la producció de béns d'exportació de Polònia. Aquest préstec massiu, que s'estima que va ascendir a més de 24.000 milions de dòlars durant els anys de Gierek, estava destinat a ser utilitzat per a l'equipament i la modernització de la indústria polonesa i per a la importació de béns de consum per donar als treballadors més incentius per treballar.
Durant els anys següents, el règim es va dedicar amb optimisme a la reforma i l'experimentació i per primera vegada molts polonesos es van poder permetre el luxe de comprar cotxes, televisors i altres articles de luxe. Es va prestar atenció als salaris que rebien els treballadors. Els camperols tenien abolits els seus lliuraments obligatoris, se'ls pagava preus més alts pels seus productes i finalment el servei sanitari gratuït es va estendre a la Polònia rural i autònoma. La censura es va alleugerir i els polonesos van poder viatjar a Occident i mantenir contactes estrangers amb poca dificultat. Es van millorar les relacions amb les comunitats d'emigrants polonesos. La relativa relaxació cultural i política va donar lloc a un millor entorn de llibertat d'expressió, exercida per exemple pel respectat setmanari Polityka. S'esperava que les inversions massives i les compres de tecnologia occidental milloressin el nivell de vida dels diferents segments de la societat i establissin una indústria i agricultura polonesos competitius internacionalment. La fabricació modernitzada donaria lloc a una gran expansió de l'exportació de productes de fabricació polonesa a Occident, que al seu torn generaria una moneda forta per pagar els deutes.
Aquesta "Nova Estratègia de Desenvolupament", basada en un creixement impulsat per les importacions, depenia de les condicions econòmiques globals i el programa va trontollar sobtadament a causa de la recessió mundial i l'augment dels preus del petroli. Els efectes de la crisi del petroli de 1973-74 van produir un augment inflacionista seguit d'una recessió a Occident, que va provocar un fort augment del preu dels béns de consum importats a Polònia, juntament amb una disminució de la demanda d'exportacions poloneses, especialment carbó. El deute exterior de Polònia, absent en el moment de la sortida de Gomułka, va augmentar ràpidament sota Gierek per assolir una xifra multimilionària. Continuar amb el préstec a Occident s'havia tornat cada cop més difícil. Els béns de consum van començar a desaparèixer de les botigues poloneses. Les noves fàbriques construïdes pel règim de Gierek van demostrar ser en gran part ineficaces i mal gestionades, ja que sovint es ignoraven els fonaments bàsics de la demanda del mercat i la rendibilitat. La important reforma econòmica interna, promesa per l'equip de Gierek, no s'havia materialitzat.
Els crèdits occidentals van ajudar així a estimular el creixement industrial i van ajudar a la política de consumisme de Gierek, però només durant alguns anys. La producció industrial va créixer una mitjana del 10% anual entre 1971 i 1975 (els anys recordats més tard per molts polonesos grans com els més pròspers, tenint en compte no només el període comunista a Polònia), només per disminuir fins a menys del 2% el 1979. El servei del deute que va suposar el 12% dels ingressos d'exportació el 1971, va augmentar fins al 75% el 1979.
L'any 1975, com altres països europeus, Polònia es va convertir en signataria dels Acords de Hèlsinki i membre de l'Organització per a la Seguretat i la Cooperació a Europa (OSCE); aquests desenvolupaments van ser possibles a causa del període de "distensió" entre la Unió Soviètica i els Estats Units. Malgrat les promeses del règim que les llibertats enumerades a l'acord s'aplicarien a Polònia, hi va haver pocs canvis. Tanmateix, els polonesos eren cada cop més conscients dels drets que els estaven negats i envalentonats pel coneixement de les obligacions del tractat del seu govern.
Les creixents dificultats del govern de Gierek també van provocar una major dependència de la Unió Soviètica, incloent una estreta cooperació econòmica i mostres de submissió que no es veien sota el govern de Gomułka. La constitució, modificada el febrer de 1976, va formalitzar l'aliança amb la Unió Soviètica i el paper principal del partit comunista. El llenguatge dels canvis proposats es va suavitzar després de les protestes dels intel·lectuals i de l'Església, però el règim va considerar que necessitava una autoritat addicional donat l'endeutament amb Occident i l'aprofundiment de la crisi econòmica. Les qüestions divisòries plantejades van ajudar a unir els cercles emergents d'oposició política activa.
No obstant això, el règim de Gierek va posar menys èmfasi en la ideologia marxista i des de la seva època els governs "comunistes" de Polònia es van concentrar en qüestions pragmàtiques i preocupacions actuals. A la política econòmica polonesa es van iniciar noves tendències duradores, com l'èmfasi en la iniciativa individual, les aspiracions personals i la competència, que alguns van interpretar com un atac a l'igualitarisme (les desigualtats socials estaven en augment). Seccions de la intel·lectualitat, la nomenklatura i la petita empresa van donar lloc a una classe mitjana emergent. Els nous camins "socialistes" eren menys totalitaris, destacaven la innovació, els mètodes de gestió moderns i els treballadors compromesos, tot considerat necessari per impulsar l'economia obsoleta més enllà de l'etapa de crisi constant. La Polònia dels anys 70 es va obrir més al món i va entrar en l'economia global, que va canviar permanentment la societat, creant al mateix temps un nou tipus de vulnerabilitat a la crisi. El pensament opositor, la seva promoció de la societat formada per individus actius, es va desenvolupar al llarg de conceptes complementaris.

### Renovació del malestar social i augment de l'oposició organitzada

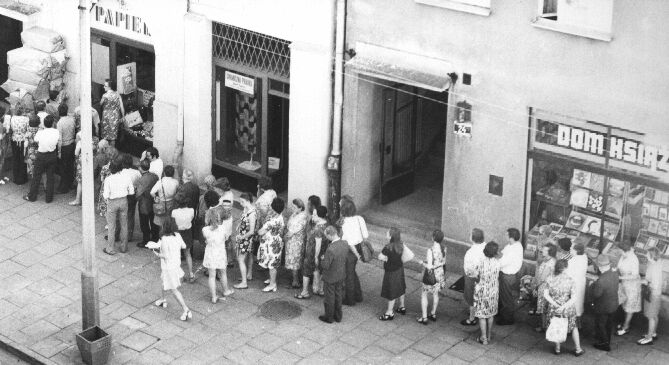
Una filera de cua, un escenari freqüent en moments d'escassetat de béns de consum als anys 70 i 80

Com a conseqüència de la rebel·lió obrera de 1970, els preus dels aliments es van mantenir congelats i van ser artificialment baixos. La demanda de productes alimentaris va superar l'oferta també a causa dels salaris reals més elevats, que ja en els dos primers anys de govern de Gierek van augmentar més que durant tota la dècada dels seixanta. El juny de 1976, en un intent de reduir el consum, el govern va introduir un augment dels preus anunciat des de fa temps i diverses vegades endarrerit, però radical: els preus dels aliments bàsics van augmentar un 60% de mitjana, el triple del la taxa de Gomułka'a augmenta des de sis anys abans. Els augments salarials compensatoris estaven esbiaixats cap a la part més benestada de la població.[w] El resultat va ser una immediata onada nacional de vagues, amb manifestacions violentes, saquejos i altres disturbis laborals a la fàbrica Ursus prop de Varsòvia, a Radom, Płock i altres llocs. El govern ràpidament va fer marxa enrere i va derogar la pujada de preus, però els líders de la vaga van ser arrestats i jutjats. La direcció del partit va organitzar una sèrie de reunions públiques "espontànies" a gran escala, destinades a transmetre la "ira de la gent" contra els "treballadors" en diverses ciutats, però la pressió soviètica va impedir més intents a l'augment de preus. Les relacions cordials de Gierek en el passat amb Leonid Brèjnev es van veure greument danyades. Les cartilles de racionament d'aliments, introduïts a causa del mercat desestabilitzat l'agost de 1976, havien de seguir sent una característica de la vida a Polònia durant la durada de la República Popular. La retirada del règim, que es va produir per segona vegada en diversos anys, va suposar una derrota sense precedents. Dins el rígid sistema polític, el govern no va ser capaç de reformar (perdria el control i el poder) ni de satisfer les necessitats bàsiques de la societat, perquè havia de vendre a l'exterior tot el que podia per pagar el deute exterior i els interessos. El govern es trobava en un dilema, la població patia la manca de necessitats i l'oposició organitzada trobava espai per expandir-se i consolidar-se.
A causa dels disturbis de 1976 i les posteriors detencions, maltractaments i acomiadaments de militants obrers, un grup d'intel·lectuals liderats per Jacek Kuroń, Antoni Macierewicz, Jan Józef Lipski i Adam Michnik va fundar i operar el Comitè de Defensa dels Treballadors (Komitet Obrony Robotników; KOR). L'objectiu del KOR era ajudar els treballadors víctimes de la repressió de 1976.Treballant per donar suport als moviments obrers espontanis, els dissidents van reconèixer el paper necessàriament predominant de la classe obrera en la resistència als abusos del règim. En conseqüència, l'oposició acabada de formar es caracteritzava cada cop més per una aliança d'intel·lectuals amb els treballadors. El KOR, segons Modzelewski, va constituir el nucli de l'oposició organitzada i una llavor d'alternativa política; obrint el camí a altres formacions de l'oposició, va engendrar el pluralisme polític. Aviat van seguir-hi més grups d'oposició, com ara el Moviment per a la Defensa dels Drets Humans i Cívics (ROPCiO), els Sindicats Lliures de la Costa (WZZW) i la Confederació per una Polònia Independent (KPN). El periòdic Robotnik ('El treballador') es va distribuir a les fàbriques a partir de setembre de 1977. La idea dels sindicats independents va ser plantejada per primera vegada pels obrers de Gdańsk i Szczecin en vaga el 1970–71. Ara va ser desenvolupat i impulsat pel KOR i els seus col·laboradors d'esquerres, fet que va portar a la creació el 1978 de Sindicats Lliures, precursors de Solidaritat. El KPN representava l'extrema dreta minoritària de l'escena de l'oposició polonesa en aquell moment. Els membres de l'oposició van intentar resistir el règim denunciant-lo per violar la Constitució de la República Popular de Polònia, les lleis poloneses i les obligacions internacionals de Polònia. Encaixaven dins dels moviments de drets humans posteriors al bloc soviètic de Hèlsinki i, en la seva majoria, encara no havien desenvolupat orientacions més radicals i antisistema.[x]
Durant la resta de la dècada de 1970, la resistència al règim va créixer, assumint també les formes de grups d'estudiants, diaris i editors clandestins, importació de llibres i diaris, i fins i tot una "Universitat Voladora". El règim va practicar diverses formes de repressió contra els incipients moviments reformistes.

### El papa polonès Joan Pau II

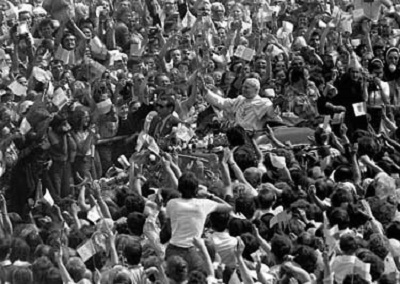
Milions de persones ovacionen el papa Joan Pau II en la seva primera visita a Polònia com a pontífex el 1979

El 16 d'octubre de 1978, Polònia va viure el que molts polonesos literalment creien que era un miracle. El cardenal Karol Wojtyła, arquebisbe de Cracòvia, va ser elegit papa al Vaticà, prenent el nom de Joan Pau II. L'elecció d'un papa polonès va tenir un efecte electrificant en el que en aquell moment era un dels últims països idiosincràtics catòlics d'Europa. Quan John Paul va fer una gira per Polònia el juny de 1979, mig milió de persones van anar a donar-li la benvinguda a Varsòvia; en els vuit dies següents, uns deu milions de polonesos van assistir a les nombroses misses a l'aire lliure que va celebrar. Joan Pau II es va convertir clarament en la persona més important de Polònia, deixant el règim no tant oposat com ignorat. En lloc de cridar a la rebel·lió, Joan Pau II va encoratjar la creació d'una "Polònia alternativa" d'institucions socials independents del govern, de manera que quan vingués la propera crisi, la nació presentés un front únic.

### L'emigració polonesa
El govern polonès a l'exili a Londres, desconegut des del final de la Segona Guerra Mundial, ridiculitzat pels comunistes, va tenir per a molts polonesos una gran importància simbòlica. Sota el president Edward Bernard Raczyński va superar anys de disputes internes, i després de l'elecció del papa polonès, en el moment de l'oposició polonesa cada cop més assertiva, va millorar la seva imatge i posició.
Les grans comunitats d'emigrants polonesos a Amèrica del Nord, Europa occidental i altres llocs eren políticament actives i van donar un suport important als qui lluitaven al país. La Polònia nord-americà, fermament anticomunista, i altres polonesos es van sentir agraïts pel lideratge del president Ronald Reagan. De les institucions poloneses d'Occident, les més importants van ser la Radio Free Europe, la secció polonesa de la qual estava dirigida per Jan Nowak-Jeziorański, i la revista mensual literària Kultura a París, dirigida per Jerzy Giedroyc i Juliusz Mieroszewski.

## Darrera dècada de la República Popular de Polònia (1980–1989)

### Economia fallida i malestar laboral
L'any 1980, les autoritats no tenien més remei que fer un altre intent d'augmentar els preus al consumidor a un nivell realista, però sabien que fer-ho probablement provocaria una altra rebel·lió obrera. Les empreses i institucions financeres occidentals que havien concedit préstecs al règim en una reunió al Bank Handlowy a Varsòvia el 24 d'abril de 1980 Els banquers van deixar clar que l'estat ja no podia subvencionar els preus artificialment baixos dels béns de consum. El govern va cedir al cap de dos mesos i, l'1 de juliol, va anunciar un sistema de pujades graduals però continuades dels preus, especialment de la carn. De seguida va començar una onada de vagues i ocupacions de fàbriques, i les més grans van tenir lloc a Lublin al juliol.

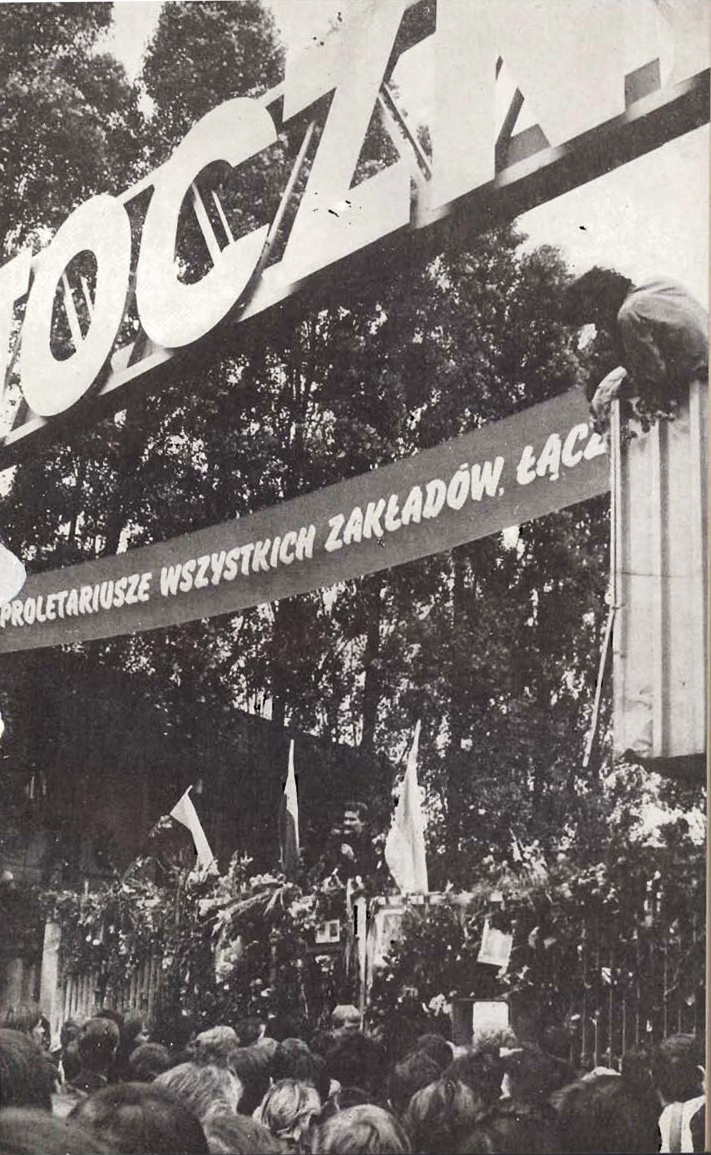
Lech Wałęsa parla durant la vaga a les drassanes de Gdańsk, l'agost de 1980

Les vagues van arribar a la costa políticament sensible del mar Bàltic, amb una vaga asseguda a la drassana Lenin de Gdańsk que va començar el 14 d'agost. Entre els líders de la vaga hi havia Anna Walentynowicz i Lech Wałęsa, un electricista de la drassana acomiadat durant molt de temps que va dirigir el comitè de vaga. El 17 d'agost el Comitè de Vaga Interempresarial va formular una llista de 21 demandes. L'onada de vagues es va estendre per la costa, tancant els ports i frenant l'economia. Amb l'assistència d'activistes del KOR i el suport de molts altres intel·lectuals (es va establir una Comissió d'Experts per ajudar amb les negociacions), els treballadors que ocupaven les diferents fàbriques, mines i drassanes de Polònia es van organitzar com un front únic. No limitaven els seus esforços a cercar millores econòmiques, sinó que van fer i es van aferrar a la demanda crucial, un establiment de sindicats independents del control governamental. Entre altres qüestions plantejades hi havia els drets de l'Església, l'alliberament dels presos polítics i la millora del servei sanitari.
La direcció del partit es va enfrontar a l'elecció entre repressions massives i un acord amistós que donaria als treballadors el que volien i, així, calmar la població despertada. Van triar la segona. El 31 d'agost Wałęsa va signar l'Acord de Gdańsk amb Mieczysław Jagielski, membre del Politburó del partit. L'acord reconeixia el dret dels empleats a associar-se en sindicats lliures, obligava el govern a prendre mesures per eliminar la censura, abolia el treball de cap de setmana, augmentava el salari mínim, millorava i ampliava el benestar i les pensions i augmentava l'autonomia de les empreses industrials, on havia de tenir un paper significatiu en els consells d'autogestió dels treballadors. El govern del partit es va afeblir significativament (cap a un "paper principal a l'estat", no a la societat) però tanmateix reconegut explícitament, juntament amb les aliances internacionals de Polònia. Les forces més moderades, inclosos els principals consellers de la intel·lectualitat i la jerarquia catòlica, van considerar que era necessari per evitar una intervenció soviètica. Els negociadors de l'oposició no es van preocupar pel tema de l'assequibilitat de les concessions econòmiques que van obtenir i una onada d'eufòria nacional va arrasar el país. A més de l'Acord de Gdańsk, es van signar documents similars en altres centres d'activitat de vaga: a Szczecin (l'Acord de Szczecin), Jastrzębie-Zdrój, i a les Aceries Katowice.

### Solidaritat

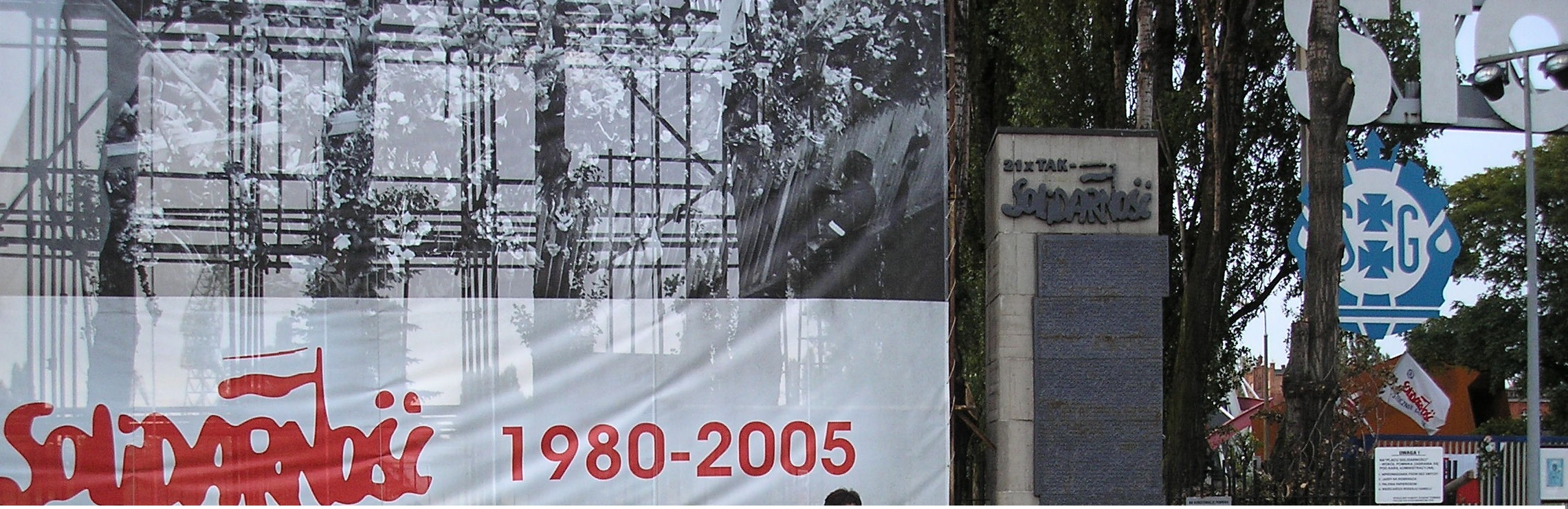
25è aniversari de Solidaritat, estiu de 2005 a Gdańsk

L'Acord de Gdańsk, conseqüència de la vaga d'agost de 1980, va ser una fita important. Va donar lloc a una reunió nacional de representants sindicals independents (Comitès Organitzadors Interfactoris, MKZ) el 17 de setembre a Gdańsk i a la formació del sindicat "Solidaritat" (en polonès Solidarność), fundat aquell dia i dirigit per Lech Wałęsa.[j] Les idees del moviment sindical independent es van estendre ràpidament per Polònia; Les estructures solidàries es van formar a la majoria dels llocs de treball i a totes les regions. Després d'haver pogut superar els esforços del règim per frustrar o descarrilar les seves activitats i estatus, Solidaritat finalment es va registrar als tribunals com a sindicat nacional al novembre. A principis de 1981, es va establir una xarxa d'organitzacions sindicals a nivell empresarial; incloïa els principals complexos industrials del país, com la Aceries Lenin a Cracòvia i les mines de Silèsia.
Inicialment, segons la tradició del KOR, Solidaritat era un moviment ostensiblement apolític que tenia com a objectiu la reconstrucció de la societat civil. Sobtadament introduïts a l'existència i protagonisme legals el 1980, Solidaritat i l'oposició polonesa en general no tenien un programa constructiu o consens pel que fa als desenvolupaments posteriors. El 1981, Solidaritat va acceptar la necessitat d'assumir un paper polític i va ajudar a formar un ampli moviment social anti-sistema, dominat per la classe treballadora i amb membres que van des de persones associades a l'Església catòlica fins a esquerrans no comunistes. El sindicat estava recolzat per dissidents intel·lectuals, inclòs el KOR, i es va adherir a una política de resistència no-violenta. Segons Karol Modzelewski, la Solidaritat de 1980–81 va estar impregnada per la idea de germanor entre la intel·lectualitat i els treballadors. En els àmbits de la ideologia i la política, Solidaritat va seguir l'exemple dels intel·lectuals associats de l'oposició.[p]
L'activitat de Solidaritat, tot i que s'ocupava de qüestions sindicals (com la substitució del sistema de nomenklatura per l'autogestió dels treballadors en la presa de decisions a nivell empresarial),[h] va ser àmpliament considerada com el primer pas cap al desmantellament del domini social del règim de les institucions, organitzacions professionals i associacions comunitàries. A causa de les condicions específiques de la societat socialista estatal, Solidaritat aviat va perdre el seu enfocament laboral i es va convertir en un moviment universalista que posava èmfasi en els drets cívics i la societat oberta. Eliminar la formació governant o trencar la dependència de la Unió Soviètica no estava a l'agenda. Utilitzant vagues i altres tàctiques, el sindicat va intentar bloquejar les polítiques governamentals. Els objectius originals, l'anomenada Primera Solidaritat (1980–81), eren reformar el socialisme, no introduir la propietat privada industrial o promoure el capitalisme en general Solidaritat va ser un moviment igualitari i col·lectivista. No postulava cap reprivatització de la propietat presa per l'Estat després de la Segona Guerra Mundial ni de les possessions rurals generades per la reforma agrària, ja que aquests conceptes estaven més enllà de l' horitzó axiològic de la societat polonesa. Solidaritat era socialista i la justícia social era el seu objectiu El primer trastorn de Solidaritat també es podria veure com la gent treballadora que es revolta contra les característiques capitalistes emergents de l'ordre econòmic que van disminuir el seu paper en la societat dirigida per Gierek, combinat amb l'enfocament "antipolítica" (construir la societat civil) "sense referència tant a l'estat com al mercat") acceptats en aquell moment pels seus líders intel·lectuals aliats. Les persones d'orientacions decididament anticomunistes o anti-PZPR constituïen una minoria relativament petita dins de l'organització Primera Solidaritat, que acollia un milió de membres del partit comunista entre les seves files. A part dels treballadors, tant els agricultors individuals com els estudiants van crear les seves pròpies organitzacions independents: Solidaritat Rural i Sindicat d'Estudiants Independents. Van ser reconeguts formalment per les autoritats només després de les accions de vaga realitzades per activistes d'ambdós moviments el gener de 1981.
El setembre de 1980, arran dels acords laborals, el primer secretari Gierek va ser destituït del càrrec i substituït com a líder del partit per Stanisław Kania. Com els seus predecessors, Kania va fer promeses que el règim no podia complir perquè les autoritats encara estaven atrapades per la contradicció: si seguien la necessitat econòmica, generarien inestabilitat política. La renda nacional bruta va caure el 1979 un 2%, el 1980 un 8% i el 1981 un 15-20%.
A la cimera comunista del desembre de 1980 a Moscou, Kania va discutir amb Leonid Brèjnev i altres líders del Pacte de Varsòvia, que van pressionar per una intervenció militar immediata a Polònia. Kania i el ministre de Defensa Wojciech Jaruzelski van declarar la seva determinació de lluitar pel seu compte contra la "contrarevolució" a Polònia. Pel que fa a Solidaritat, tal com la veien, encara hi havia possibilitats que prevalgués el seu corrent obrer saludable, no els elements problemàtics antisocialistes instigats pel KOR. El president Jimmy Carter i el president electe Ronald Reagan van fer trucades telefòniques urgents a Brèjnev i la intervenció es va ajornar. Mentrestant, Solidaritat, no ben conscient del perill que s'acostava, va fer la seva tasca revolucionària, practicant la democràcia en el moviment sindical i impulsant la societat sobirana de diverses maneres. Els sindicats autònoms, units sota la bandera de Solidaritat, es van esforçar per "reconquistar la vida pública del control monopoli del partit". El 16 de desembre de 1980 es va inaugurar oficialment a Gdańsk el Monument als treballadors de la drassana caiguts el 1970 en una cerimònia que va marcar el punt àlgid de l'ascens de Solidaritat.
Entre les protestes massives que es van produir en aquella època hi havia la vaga general d'hivern de 1981 a Bielsko-Biała, la  vaga d'avís a tot el país a la primavera d'aquell any i les manifestacions de fam a l'estiu. La vaga d'advertència va tenir lloc després dels fets de Bydgoszcz (març de 1981), durant els quals les autoritats van recórrer a la violència per reprimir els activistes de Solidaritat. La vaga general prevista es va suspendre després del qüestionable acord de Solidaritat amb el govern, però els negociadors van treballar sota l'amenaça d'una intervenció soviètica. El compromís de Wałęsa va impedir un enfrontament amb el règim o els seus aliats estrangers, però al preu de la pèrdua d'alguna de les seves dinàmiques per part del moviment de protesta. Durant els mesos següents, Solidaritat es va anar debilitant i el seu suport popular ja no era capaç d'una acció massiva decidida.
El ministre Jaruzelski també es va convertir en primer ministre el febrer de 1981. Al juny, el Comitè Central Soviètic va pressionar el partit polonès perquè un canvi de lideratge, però Jaruzelski va rebre un fort suport dels membres militars del Comitè Central polonès. El mes de juliol va tenir lloc el IX Congrés extraordinari del PZPR. Kania va ser reelegit primer secretari del partit, mentre que els reformadors interns de l'organització van patir una derrota.
A mesura que la situació econòmica seguia deteriorant-se i el règim va evitar la implementació de les reformes acordades, el govern i els representants de Solidaritat es van reunir a principis d'agost per tractar les qüestions pendents. Les converses van acabar en desacord. Durant una conferència de la Comissió Nacional de Solidaritat (un òrgan central de representació política) que va seguir, Modzelewski, Kuroń i altres van proposar una transformació democràtica i arranjaments pràctics mitjançant els quals la Unió assumiria un paper polític important, participant en el govern del país, acceptant responsabilitat del resultat i mantenir la pau social, alliberant així el partit governant d'algunes de les seves càrregues. Aquest acord es considerava l'única manera constructiva d'avançar, però requeriria socis governamentals interessats en una solució negociada.
L'existència de Solidaritat i les llibertats polítiques que va aportar el moviment van paralitzar l'estat autoritari i l'economia controlada per l'estat. La vida quotidiana era cada cop més insuportable i el públic mostrava sentiments d'extrema volatilitat. L'hostilitat de la nomenklatura cap a Solidaritat augmentava ràpidament.
A la reunió del Comitè de Defensa de l'Estat el 13 de setembre (època de les maniobres de l'exercici soviètic Zapad-81 i de la pressió renovada sobre la direcció polonesa), Kania va ser advertit pels quadres uniformats que la contrarevolució progressiva s'havia d'acabar amb la imposició de la llei marcial. Els secretaris regionals del PZPR aviat van emetre les mateixes demandes. En aquestes circumstàncies, a l'octubre el primer secretari Kania va renunciar i el primer ministre Jaruzelski es va convertir també en el cap del partit.
Al setembre i octubre es va deliberar el Primer Congrés de Solidaritat a Gdańsk. Wałęsa es va enfrontar a l'oposició activista i amb prou feines va ser escollit president de l'organització. Els delegats van aprovar un programa de reformes radicals en què la paraula "social" o "socialitzat" es repetia 150 vegades. El congrés va fer una crida provocativa als treballadors d'altres països d'Europa de l'Est, instant-los a seguir els passos de Solidaritat. Les vagues autoritzades localment, cada cop més "polítiques" van continuar. Van ser caracteritzats com a "gats salvatges" per Wałęsa, que va intentar desesperadament imposar disciplina des del centre. Va intentar arribar a un acord amb l'estat,el 4 de novembre. En el moment dels esforços reactivats del règim per reduir el paper de Solidaritat, el sindicat tenia gairebé deu milions de membres, gairebé quatre vegades més que el partit governant. Es va mostrar un estat d'ànim militant i es van fer demandes poc realistes a la reunió de la Comissió Nacional parcialment representada el 3 de desembre, però els procediments van ser escoltats per les autoritats, que després van emetre les gravacions (prèviament manipulades al seu benefici).
El govern, sense consultar Solidaritat, va adoptar un pla de mesures econòmiques que només es podien implementar per la força i va demanar al Parlament una autoritat extraordinària. A principis de desembre, Jaruzelski va ser pressionat pels seus generals i coronels per a una acció contundent immediata i les seves demandes es van repetir a la reunió del Politburó del 10 de desembre. Els dies 11 i 12 de desembre la Comissió Nacional de Solidaritat va declarar el 17 de desembre dia de protesta a tot el país. Ni l'esgotada però radicalitzada Solidaritat ni l'establishment governant no van voler ni van poder fer marxa enrere i, en l'era de Bréjnev, no hi podia haver una solució pacífica a la situació que es va desenvolupar. Els soviètics van expressar ara la seva preferència perquè el conflicte fos resolt per les autoritats poloneses, però Polònia, segons Karol Modzelewski, va tenir la sort d'evitar una carnisseria d'intervenció estrangera. Altres, entre ells l'historiador Antoni Dudek, consideren que no hi havia prou justificació per a la imposició de la llei marcial que va seguir.

### Imposició de la llei marcial

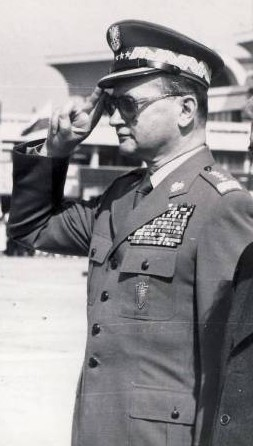
El general Wojciech Jaruzelski va dirigir la República Popular durant la seva darrera dècada i es va convertir en un dels actors clau en la transició sistèmica de 1989-1990.

El 13 de desembre de 1981, al·legant que el país estava a punt d'una crisi econòmica i civil i al·legant un perill d'intervenció soviètica, el general Wojciech Jaruzelski va iniciar una repressió contra Solidaritat. Es va declarar la llei marcial, el sindicat lliure va ser suspès i la majoria dels seus dirigents detinguts. Diversos milers de ciutadans van ser internats o empresonats i un nombre molt més gran van ser sotmesos a diverses formes d'assetjament. La milícia estatal polonesa (Milicja Obywatelska, la policia) i policia antiavalots paramilitar ZOMOva suprimir la vaga i les manifestacions. Les forces militars van entrar a les empreses industrials per reprimir el moviment sindical independent.Una sèrie d'atacs violents van incloure la pacificació de la mina de carbó de Wujek durant la qual van morir 9 persones. L'ofensiva de la llei marcial es va dirigir principalment contra els treballadors i el seu sindicat; els obrers, més que els activistes intel·lectuals, van ser objecte del tracte més brutal. Les autoritats finalment van aconseguir imposar als membres de Solidaritat un trauma individual i col·lectiu, del qual el moviment de masses trencat no es podria recuperar. L'Església Catòlica es va esforçar per exercir una influència moderadora sobre la Solidaritat abans i després de la llei marcial.
Inicialment, la direcció del règim pretenia transformar Solidaritat en un sindicat complaent, despullat dels seus assessors intel·lectuals i compatible amb el sistema socialista estatal. La manca d'incitació a la majoria dels líders de Solidaritat a col·laborar, especialment la negativa de Wałęsa a estendre aquesta cooperació, va provocar que el govern adoptés l'objectiu de la liquidació total del moviment sindical.
Van seguir vagues i protestes, però no van ser tan generalitzades com les de l'agost de 1980. Les últimes manifestacions massives al carrer que Solidaritat va poder reunir es van produir el 31 d'agost de 1982, el segon aniversari dels acords de Gdańsk. El "Consell Militar de Salvació Nacional" va prohibir Solidaritat oficialment el 8 d'octubre. La llei marcial es va aixecar formalment el juliol de 1983, tot i que molts controls intensificats sobre les llibertats civils i la vida política, així com el racionament d'aliments, es van mantenir en vigor durant mitjans i finals dels anys vuitanta. Amb totes les restriccions, però, "l'àmbit cultural oficial va romandre molt més obert que abans de 1980" i "la política cultural va continuar sent la més oberta de tota l'Europa de l'Est". Entre les concessions en l' àmbit dels drets civils i polítics concedides pel règim en conflicte hi havia l'establiment del  Tribunal Constitucional el 1982 i de l'oficina del Síndic de greuges el 1987.
A mitjans de la dècada de 1980 i fins i tot fins al 1987, la Solidaritat va ser vista per molts, inclosa la majoria dels seus activistes, com probablement una cosa del passat. Va persistir únicament com una petita organització clandestina, recolzada per diverses institucions internacionals, des de l'Església Catòlica fins a la Agència Central d'Intel·ligència. Quan la majoria d'alts personatges de Solidaritat van ser internats o neutralitzats per les autoritats, Zbigniew Bujak, cap de la branca de Varsòvia del sindicat, va romandre amagat i va ser el líder de l'organització clandestina fins a la seva detenció el 1986. Però el públic general de la llei postmarcial va mostrar signes de cansament i decepció, ja que s'havia fet evident que Solidaritat no era un front únic.[d1]

### "Socialisme de mercat" i implosió sistèmica
Durant els anys caòtics de Solidaritat i llei marcial, Polònia va entrar en una dècada de crisi econòmica més pronunciada que en els anys de Gierek. Els treballs en els grans projectes inacabats que s'havien iniciat a la dècada de 1970 van esgotar les inversions disponibles, van quedar pocs diners per substituir els equips de producció obsolets i els productes manufacturats no eren competitius al mercat mundial. La ineficàcia de la gestió, la mala organització de la producció i l'escassetat d'inputs i matèries primeres van ser alguns dels factors que van contribuir a un major deteriorament de la moral dels treballadors. 640.000 persones en edat productiva van abandonar el país entre 1981 i 1988.
Al llarg de la seva existència, els governs que van funcionar sota el lideratge del general Jaruzelski (1981-1989) es van dedicar a les reformes de l'economia de mercat destinades a millorar el rendiment econòmic eliminant la planificació central, reduint la burocràcia central, introduint l'autogestió i l'autofinançament de les empreses estatals i permetent l'autogovern dels consells d'empleats. Els efectes de la reforma van ser positius però limitats (el procés va augmentar enormement l'alfabetització econòmica general i alguns dels seus assoliments van ser posteriorment reivindicats pels governs de Solidaritat com a propis), perquè l'autogovern de les empreses havia de competir amb la tradicional ingerència del partit, les autoritats es van evitar. sotmetre la població a penúries, i els governs i les institucions occidentals no van mostrar cap interès a donar suport al que es va percebre com una reforma d'un règim comunista. El govern va permetre que funcionin més empreses privades a petita escala, allunyant-se més del model d'economia "socialista". Es van abandonar les consideracions ideològiques i es va donar prioritat a qüestions i moviments pragmàtics. Buscant maneres de millorar l'economia i conscient de la seva alienació de la classe treballadora industrial, el règim es va girar cap a reformes de mercat amb un component liberal cada cop més significatiu a partir de mitjans dels anys vuitanta orientat a l'elit. La comercialització, formalitzada per un estatut de l'activitat econòmica de 1988, va ser un procés que continuaria més enllà de mitjans dels anys noranta. Els processos neoliberals podrien haver estat iniciats pel viceprimer ministre Zdzisław Sadowski i el govern de Zbigniew Messner, després desenvolupats encara més sota el ministre Mieczysław Wilczek (autor de l'estatut) i el govern de Mieczysław Rakowski. El "socialisme de mercat" es va introduir quan els líders del règim van perdre la seva fe en el sistema socialista i fins i tot els gestors de nomenklatura es van veure amenaçats per l'economia en declivi. Les empreses s'havien de fer independents, autofinançades i autogestionades, que incloïen consells obrers resistents a la reestructuració. Els propietaris d'empreses privades ho van fer bé els darrers anys de la República Popular i el nombre d'entitats d'aquest tipus va augmentar. També es va fomentar la inversió estrangera, però la comercialització limitada no va aconseguir un gir econòmic. No s'havia superat la pràctica de la presa de decisions econòmiques centralitzades, mentre que les noves empreses autònomes avançaven cap a una privatització parcial més aviat espontània i caòtica de dubtosa legalitat; incloïa elements de cleptocràcia i tenia un component important de nomenklatura de nivell mitjà. A un nivell més bàsic, innombrables polonesos corrents van aprofitar les actituds canviants i es van implicar en una gran varietat d'activitats generadores d'ingressos.
L'aprofundiment de la crisi econòmica va provocar un marcat deteriorament de la qualitat de vida dels ciutadans corrents i va provocar una creixent inestabilitat política. El racionament i les cues es van convertir en una forma de vida, amb cartilles de racionament (kartki) necessàries per comprar productes bàsics de consum. Les cartilles de racionament van ser utilitzades pel govern per evitar que es permetés la regulació dels ingressos i els preus del mercat i, per tant, s'arrisquessin a malestar social. Com que les institucions occidentals ja no estaven disposades a concedir crèdit al govern polonès de facto en fallida, l'accés als béns que necessitaven els polonesos es va restringir encara més. La majoria dels escassos recursos disponibles de moneda occidental s'havien d'utilitzar per pagar les taxes del deute exterior de Polònia, que va assolir els 27.000 milions de dòlars el 1980 i els 45.000 milions el 1989. El govern, que controlava tot el comerç exterior oficial, va respondre mantenint un tipus de canvi altament artificial amb les monedes occidentals. El tipus de canvi va empitjorar les distorsions de l'economia a tots els nivells, donant lloc a un mercat negre creixent i al desenvolupament d'una economia d'escassetat. L'omnipresent i destructiva economia subterrània es va caracteritzar per fenòmens com el suborn, les llistes d'espera, l'especulació, els intercanvis directes entre empreses i grans percentatges d'ingressos personals derivats d'activitats secundàries. La degradació de la societat va anar acompanyada d'un deteriorament sense precedents del medi biològic i de la salut física i mental; les taxes de mortalitat van anar augmentant. A finals de la dècada de 1980, el PZPR temien una altra explosió social a causa de l'alta inflació, el nivell de vida deprimit i l'aprofundiment de la ira i la frustració de la gent. Les mateixes autoritats, davant un sistema cada cop més desordenat i inmanejable, es van sentir perplexes i impotents.

### Darrers anys de la República Popular i el període de transició

#### Cap a la Taula Rodona i les eleccions semilliures

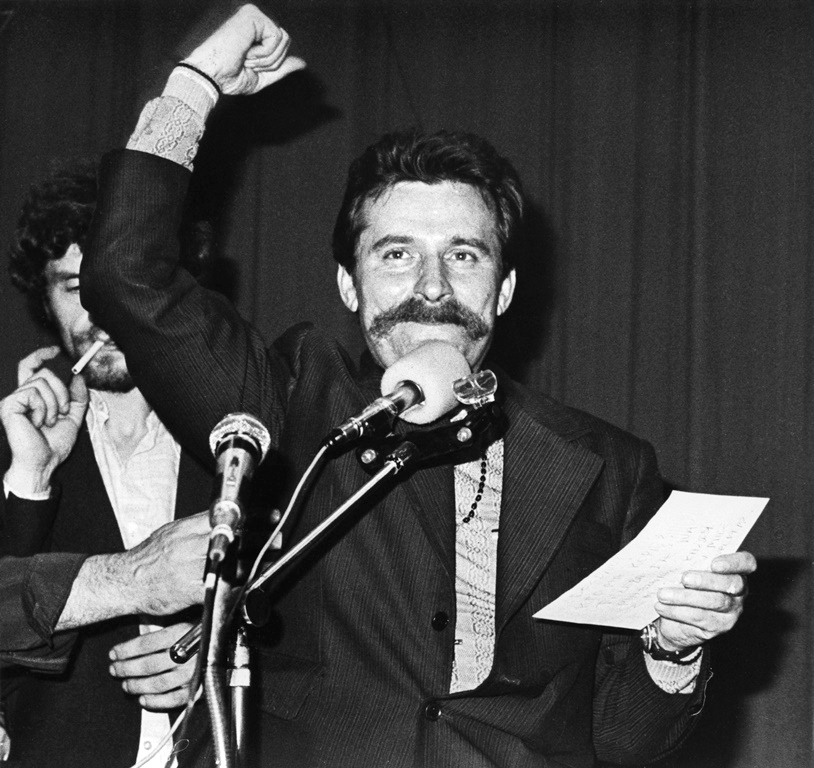
Lech Wałęsa

El setembre de 1986, el govern va declarar una amnistia general i va començar a treballar en una sèrie de reformes significatives. Donat l'entorn polític liberalitzat, Wałęsa va ser instat a reunir de nou la Comissió Nacional des de l'època de la Primera Solidaritat, però es va negar, preferint tractar amb el cercle d'assessors de la Comissió d'Experts de Solidaritat. L'octubre de 1987 es va establir obertament una Comissió Executiva Nacional, dirigida per Wałęsa. Altres estructures d'oposició com la Solidaritat de Lluita, la Federació de Joventuts Lluitants, el Moviment per la Llibertat i la Pau (Ruch Wolność i Pokój) i el Moviment "nan" Alternativa Taronja fundat pel major Waldemar Fydrych va començar a organitzar protestes al carrer en forma d'esdeveniments colorits que van reunir milers de participants. La revista liberal Res Publica va negociar amb les autoritats la seva publicació oficial.
En el referèndum de reformes polítiques i econòmiques poloneses de 1987, el 67% dels votants elegibles van participar i la majoria d'ells van aprovar les reformes proposades pel govern, però formalment es va perdre un mandat popular a causa dels requisits d'aprovació poc realistes imposats pel règim. La debacle del referèndum va donar un cop al procés de reformes econòmiques orientades al mercat, que havien estat buscades pels governs polonesos des de principis dels anys vuitanta.
L'establishment comunista/militar governant es va adonar a poc a poc que un acord d'algun tipus amb l'oposició eventualment seria necessari i hauria d'incloure les principals figures de Solidaritat. Solidaritat com a tal, un sindicat que representava els interessos dels treballadors, va ser incapaç de reafirmar-se després de la llei marcial i més tard en la dècada dels vuitanta va ser pràcticament destruït, però conservat en la consciència nacional com un mite que facilitava l'acceptació social de canvis sistèmics abans considerats impensables.[e] L'organització Solidaritat com a moviment de masses, i amb ella el seu element socialdemòcrata dominant (partidaris del socialisme democràtic), havia estat derrotat. El nom de Solidaritat s'havia utilitzat contínuament, però el moviment d'oposició es va dividir per formar grups rivals de diferents orientacions polítiques. Segons un nou consens intel·lectual, "la democràcia no es basava en una ciutadania activa, com s'havia defensat des de mitjans dels anys setanta fins al 1981, sinó en la propietat privada i un mercat lliure". La visió actual ja no implicava una àmplia participació política, posant l'accent en el lideratge d'elit i en una economia capitalista. La Solidaritat es va convertir en una entitat simbòlica, els seus activistes van assumir obertament posicions ideològiques "anticomunistes" i el seu lideratge es va traslladar a la dreta. El moviment de masses històric ara estava representat per un petit nombre d'individus, Lech Wałęsa, Tadeusz Mazowiecki i Leszek Balcerowicz estaven a punt d'assumir papers especialment decisius. Eren defensors del lliure mercat sense restriccions, fortament influïts pels interessos financers americans i d'Europa occidental i altres interessos.[n][g]
La Polònia de Jaruzelski depenia dels lliuraments a baix cost de productes bàsics industrials de la Unió Soviètica i reformes poloneses significatives, econòmiques o polítiques, no eren factibles durant el govern dels tres últims secretaris generals conservadors soviètics. Les polítiques de perestroika i glàsnost del nou líder de la Unió Soviètica, Mikhail Gorbatxov, van ser, per tant, un factor crucial per estimular la reforma a Polònia. Gorbatxov va repudiar essencialment la Doctrina Bréjnev, que havia estipulat que els intents dels seus estats satèl·lits d'Europa de l'Est d'abandonar el bloc comunista serien contrarestats per la Unió Soviètica amb la força. Els desenvolupaments a la Unió Soviètica van alterar la situació internacional i van oferir una oportunitat històrica per a reformes independents a Polònia. La postura dura del president nord-americà Ronald Reagan també va ser útil. David Ost va destacar la influència constructiva de Gorbatxov. Amb el seu suport a la pertinença polonesa i hongaresa al Banc Mundial i al Fons Monetari Internacional i a l'evolució pluralista d'Europa de l'Est en general, el líder soviètic va empènyer efectivament la regió cap a Occident.
Les vagues nacionals van esclatar a la primavera i l'estiu del 1988. Van ser molt més febles que les vagues del 1980 i es van interrompre després de la intervenció de Wałęsa, que va assegurar el compromís del règim d'iniciar negociacions amb l'oposició. Les vagues van ser l'últim acte d'implicació política activa de la classe obrera en la història de la Polònia Popular i van ser protagonitzades per joves treballadors, no vinculats als veterans de Solidaritat i contraris a les conseqüències socialment perjudicials de la reestructuració econòmica en curs en aquell moment. Segons l'investigador Maciej Gdula, l'activitat política que va seguir va ser realitzada exclusivament per les elits. No es va inspirar ni consultar cap organització o moviment social de masses, ja que els cercles dirigents de l'oposició es van alliberar del seu fort compromís en el passat amb el benestar dels treballadors. Ja no segurs com a líders indiscutibles, els dissidents polonesos de les generacions KOR-Solidarity estaven ansiosos de negociar amb el règim afeblit els objectius econòmics del qual compartien ara.[q][o]
Ambdues parts s'havien vist motivades per la nova situació internacional i la recent onada de vagues a Polònia, el setembre de 1988 es van produir converses preliminars entre representants del govern i líders de Solidaritat a Magdalenka. Van tenir lloc nombroses reunions entre Wałęsa i el ministre d'Afers Interiors, el general Czesław Kiszczak entre d'altres, en aquell moment i l'any següent, entre bastidors de les negociacions oficials que es van dur a terme aleshores. Al novembre, Wałęsa va debatre a la televisió nacional amb Alfred Miodowicz, cap de l'sindicats oficials.[r] La trobada va millorar la imatge de Wałęsa.

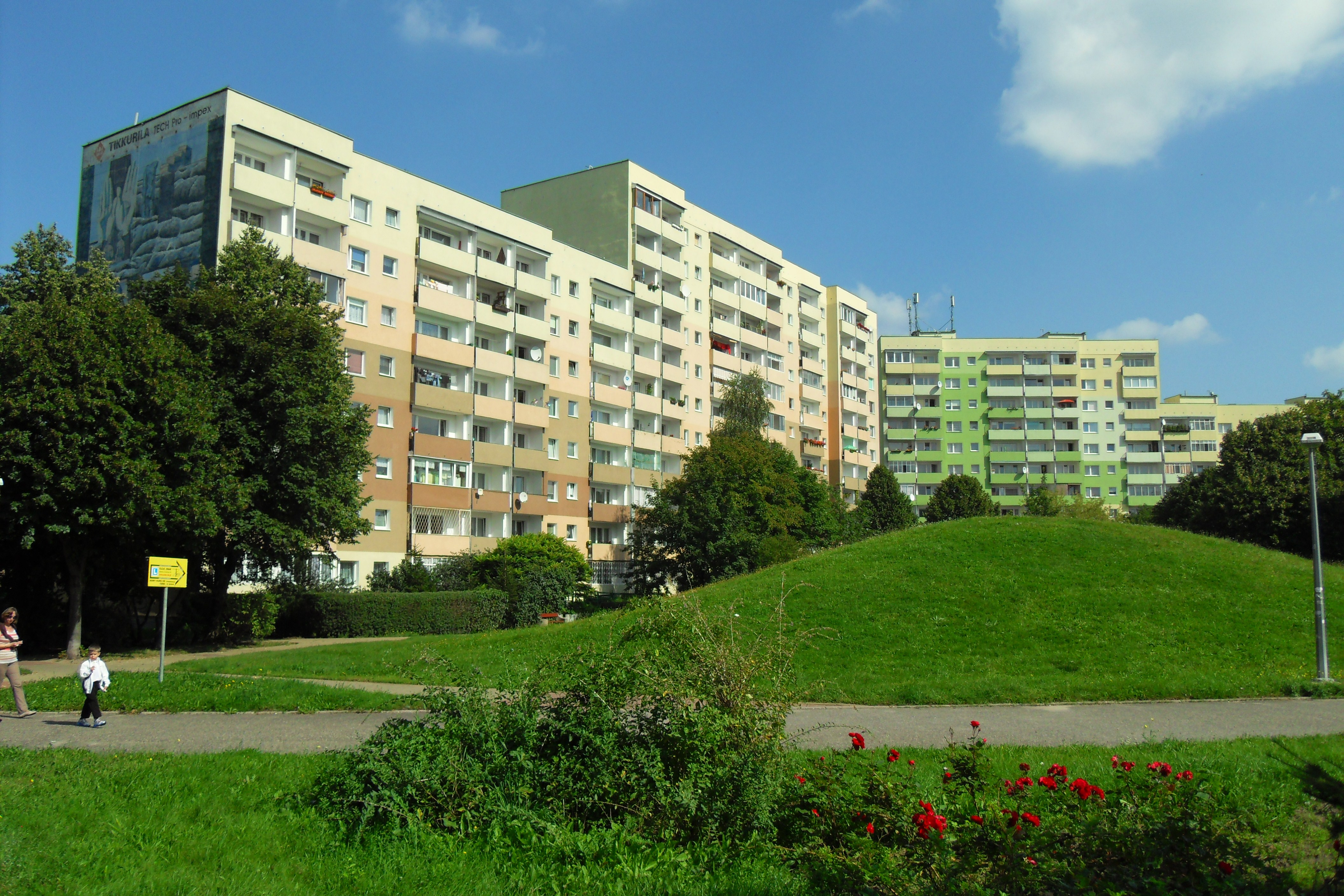
Els blocs d'apartaments construïts a la Polònia popular s'estenen sobre el paisatge urbà de tot el país. Antigament distribuïts administrativament per a ús permanent, després de 1989 la majoria es venien als residents a preus rebaixats.

Durant la sessió plenària del PZPR del 16 al 18 de gener de 1989, el general Jaruzelski i la seva formació governant van superar la resistència del Comitè Central amenaçant de dimitir i el partit va decidir permetre la relegalització de Solidaritat i apropar-se als seus líders per a converses formals. Del 6 de febrer al 4 d'abril, 94 sessions de negociacions entre 13 grups de treball, que es van conèixer com les "Converses de la Taula Rodona" (en polonès: Rozmowy Okrągłego Stołu), van donar lloc a reformes de compromís polític i econòmic. Jaruzelski, el primer ministre Mieczysław Rakowski i Wałęsa no van participar directament en les negociacions. La part del govern estava representada per Czesław Kiszczak, Aleksander Kwaśniewski, Janusz Reykowski, Stanisław Ciosek, Romuald Sosnowski, Władysław Baka, Andrzej Gdula i Ireneusz Sekuła; i l'oposició de Solidaritat per Adam Michnik, Tadeusz Mazowiecki, Bronisław Geremek, Jacek Kuroń, Zbigniew Bujak, Władysław Frasyniuk, Jarosław Kaczyński i Witold Trzeciakowski, entre d'altres. Les converses van donar lloc als Acords de la Taula Rodona, pel qual el poder polític s'havia d'investir en una legislatura bicameral de nova creació i en un president, que seria el cap de l'executiu.
El 4 d'abril de 1989 es van acordar nombroses reformes i llibertats per a l'oposició. La solidaritat, ara existent com a Comitè de Ciutadania de Solidaritat, s'havia de legalitzar novament com a sindicat i permetria participar en eleccions semilliures. Aquestes eleccions tenien restriccions imposades, dissenyades per mantenir el PZPR al poder, ja que només el 35% dels escons al Sejm, la cambra baixa clau del parlament, estarien oberts als candidats de Solidaritat. El 65% restant s'havia de reservar per als candidats del PZPR i els seus aliats (el Partit Popular Unit, el Partit Demòcrata i l'Associació PAX). Atès que l'Acord de la Taula Rodona només ordenava la reforma (no la substitució) del "socialisme real" a Polònia, el partit va pensar en les eleccions com una manera de neutralitzar el conflicte polític i mantenir-se al poder, alhora que guanyava certa legitimitat per dur a terme reformes econòmiques. Tanmateix, les polítiques socials negociades, a les quals van arribar economistes i sindicalistes durant les converses de la Taula Rodona, van ser ràpidament rebutjades tant pel partit com per l'oposició.
Les eleccions legislatives poloneses del 4 de juny de 1989, que van coincidir amb la sagnant repressió de les protestes de la plaça de Tian'anmen a la Xina, van fer possible una transformació sistèmica més aviat que tard . Quan es van donar a conèixer els resultats de la votació, es va produir un terratrèmol polític. La victòria de Solidaritat (provocada en part pel sistema electoral que afavoria l'oposició pel que fa als escons disputats, però que va ser permesa tanmateix pel govern) va superar totes les previsions. Els candidats solidaris van aconseguir tots els escons pels quals se'ls va permetre competir al Sejm, mentre que al Senat recentment establertvan capturar 99 dels 100 seients disponibles. Al mateix temps, molts candidats destacats del PZPR no van aconseguir ni tan sols el nombre mínim de vots necessaris per aconseguir els escons reservats per a ells. La coalició liderada pel PZPR va patir un cop catastròfic a la seva legitimitat.

#### Transformació política
Els mesos següents es van dedicar a maniobres polítiques. Els comunistes, cada cop més insegurs, encara que tenien el control militar i administratiu del país, es van apaivagar per un compromís en què Solidaritat va permetre que el general Jaruzelski es mantingués com a cap d'estat. El 19 de juliol de 1989 Jaruzelski amb prou feines va guanyar el vot a les eleccions presidencials de l'Assemblea Nacional, tot i que el seu nom era l'únic a la votació. Va guanyar amb una abstenció concertada informalment d'un nombre suficient de diputats de Solidaritat i la seva posició no era ferma. Jaruzelski va dimitir com a primer secretari del PZPR el 29 de juliol.

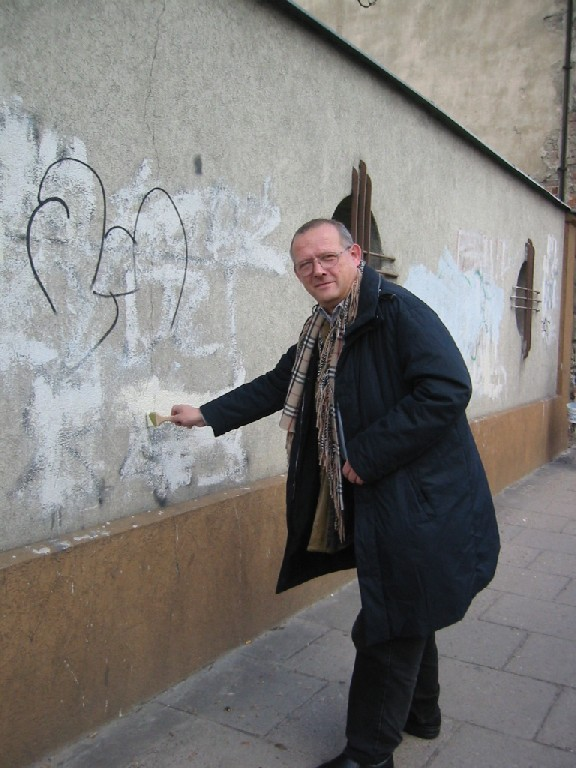
Adam Michnik, un líder influent en la transformació de Polònia

Els acords de la Taula Rodona va permetre bàsicament que el PZPR es mantingués al poder independentment dels resultats de les eleccions, i el lideratge remodelat del partit va continuar governant. L'1 d'agost, els preus es van alliberar a causa de les reformes del mercat en curs i es va produir una hiperinflació. L'augment instantani de les dificultats econòmiques va provocar una nova onada de vagues. Les vagues van ser espontànies, però els dirigents de Solidaritat, que ja no estan d'acord amb les reivindicacions econòmiques dels vaguistes, van poder subratllar l'aspecte polític secundari de les vagues (enuig per l'obstinació del partit) i utilitzar-les per pressionar el règim per un traspàs accelerat de poder. El nou primer ministre, el general Kiszczak, que va ser nomenat el 2 d'agost de 1989, no va aconseguir el suport suficient al Sejm per formar govern i va dimitir el 19 d'agost. Va ser l'últim cap de govern comunista a Polònia. Tot i que Jaruzelski va intentar persuadir Solidaritat perquè s'unís al PZPR en una "gran coalició", Wałęsa es va negar. Els dos partits abans subordinats aliats al PZPR, impulsats per la pressió actual de la vaga, avançaven cap a l'adopció de cursos independents i els seus vots afegits donarien a l'oposició el control del parlament. En aquestes circumstàncies, Jaruzelski va haver d'acceptar la perspectiva que el nou govern fos format per l'oposició política. El representant electe Solidaritat Tadeusz Mazowiecki va ser nomenat primer ministre i confirmat per l'assemblea el 24 d'agost de 1989. El nou govern liderat per un no comunista, el primer d'aquest tipus al bloc soviètic, va jurar el càrrec el 13 de setembre.[v] El PZPR no va renunciar immediatament a tot el poder, es va mantenir a la coalició i va mantenir el control dels ministeris de comerç exterior, defensa, interior i transport.
El govern de Mazowiecki, obligat a fer front ràpidament a la hiperinflació galopant, aviat va adoptar polítiques econòmiques radicals, proposades per Leszek Balcerowicz, que van transformar Polònia en una economia de mercat que funcionava amb un calendari accelerat. Moltes empreses estatals poloneses, en procés de privatització, van resultar lamentablement poc preparades per a la competència capitalista i el ritme de la seva adaptació (o desgast) va ser ràpid. La reforma econòmica, una teràpia de xoc acompanyada d'una reestructuració neoliberal integral, va ser, en realitat, una extensió de les anteriors polítiques "comunistes" incrementals dels anys setanta i vuitanta, a les quals ara va seguir un salt cap a una integració molt ampliada amb l'economia global amb poca protecció.[s] Entre els efectes negatius immediats de la reforma hi havia la recessió econòmica i la quasi paràlisi del comerç exterior. A més llarg termini, el país va experimentar un ràpid augment de l'atur i les desigualtats socials, ja que les empreses es van liquidar i els ingressos es van redistribuir lluny dels treballadors i dels agricultors, a favor de l'establishment i la classe emprenedora.[m] Un col·lapse de la indústria polonesa va ser una de les conseqüències perjudicials d'importància fonamental i duradora.[l][y] Els sindicats van patir una major marginació; L'activitat solidària com a sindicat, prioritzada en el passat, es va suprimir ara.[z] En el costat positiu, la reforma preu-ingressos del mercat va equilibrar l'economia i va controlar la inflació, es va estabilitzar la moneda, es van eliminar les escassetats i va començar una inversió estrangera important. Les solucions de teràpia de xoc sovint eren dictades per consultors occidentals, dels quals Jeffrey Sachs n'era el més conegut però també el més criticat.[c][f]
La sorprenent victòria electoral dels candidats de Solidaritat a les eleccions limitades, i la formació posterior del primer govern no comunista a la regió en dècades, van encoratjar moltes transicions pacífiques similars del govern del partit comunista a l'Europa central i oriental a la segona meitat de 1989.
El desembre de 1989 es van fer canvis a la constitució polonesa, eliminant oficialment l'ordre "socialista": es van eliminar les referències marxistes i es va tornar a canviar el nom del país a República Polonesa.
Wałęsa, president del sindicat Solidaritat, va exigir eleccions presidencials anticipades. Actuava en contra dels consells dels seus tradicionals aliats de Solidaritat, intel·lectuals que ara dirigien el govern. Sota la pressió de la continua agitació obrera, Wałęsa es va declarar partidari dels interessos dels treballadors, suposadament amenaçat per aquells a qui va identificar com a comunistes (com el president Jaruzelski) o liberals polítics elitistes (com el primer ministre Mazowiecki). Wałęsa es va presentar com una persona de bones credencials conservadores, cristianes i nacionalistes.[t]
El 1990, Jaruzelski va dimitir com a president de Polònia i va ser succeït per Wałęsa, que va guanyar les eleccions presidencials de 1990. La presa de possessió de Lech Wałęsa com a president va tenir lloc el 22 de desembre de 1990. Es va distanciar de Wojciech Jaruzelski acceptant la insígnia presidencial d'abans de la guerra del president a l'exili Ryszard Kaczorowski, que renunciava. Wałęsa va derrotar a Mazowiecki i a la segona ronda a Stanisław Tymiński, però sota la seva presidència la política econòmica es va mantenir sense canvis.
El Partit Obrer Unificat Polonès, històricament comunista, es va dissoldre el 1990 i es va transformar en la Socialdemocràcia de la República de Polònia. El Tractat de la frontera germano-polonesa, signat el novembre de 1990, va resoldre la delicada qüestió del primer ministre Mazowiecki i del seu govern del reconeixement de la frontera occidental de Polònia per part d'Alemanya, després de la unificació del país. El Pacte de Varsòvia es va dissoldre formalment l'1 de juliol de 1991; la Unió Soviètica va deixar d'existir el desembre de 1991 i les últimes tropes postsoviètiques van sortir de Polònia el setembre de 1993. El 27 d'octubre de 1991 es van celebrar les primeres eleccions parlamentàries poloneses (des dels anys vint) totalment lliures. Això va completar la transició de Polònia d'un govern del partit comunista a un sistema polític liberal democràtic d'estil occidental.[i]

### Caiguda del comunisme i Solidaritat
- Ascherson, N. (1982). The Polish August: The Self-Limiting Revolution. Nova York: Penguin Books.
- Bloom, J. M. (2014). Political Opportunity Structure, Contentious Social Movements, and State-Based Organizations: The Fight Against Solidarity Inside the Polish United Workers Party. Social Science History, 38(3–4), 359–388.
- Braun, K. (1993). The Underground Theater in Poland under Martial Law during the Last Years of Communism (1981-1989). The Polish Review, 38(2), 159–186.
- Garton Ash, T. (1990). The Magic Lantern: The Revolution of ’89 Witnessed in Warsaw, Budapest, Berlin and Prague. New York: Random House.
- Garton Ash, T. (2002). The Polish Revolution: Solidarity (Third Edition). New Haven: Yale University Press.
- Gompert, D. C., Binnendijk, H., & Lin, B. (2014). The Soviet Decision Not to Invade Poland, 1981. In Blinders, Blunders, and Wars: What America and China Can Learn (pp. 139–150). Rand Corporation.
- Hayden, J. (2012). Poles Apart: Solidarity and the New Poland. London: Routledge.
- Kamiński, B. (2016). The Collapse of State Socialism: The Case of Poland (Princeton Legacy Library). Princeton: Princeton University Press.

- Kubik, J. (1994). The Power of Symbols Against the Symbols of Power: The Rise of Solidarity and the Fall of State Socialism in Poland. Philadelphia: Pennsylvania State University Press.

- Laba, R. (2016). The Roots of Solidarity: A Political Sociology of Poland’s Working-Class Democratization (Princeton Legacy Library). Princeton: Princeton University Press.
- Lipski, J. J. (2022). KOR: A History of the Workers' Defense Committee in Poland 1976–1981 (O. Amsterdam & G. M. Moore, Trans.). Berkeley: University of California Press.
- Mastny, V. (1999). The Soviet Non-Invasion of Poland in 1980-1981 and the End of the Cold War. Europe-Asia Studies, 51(2), 189–211.
- Raina, P. (1985). Poland 1981: Towards Social Renewal. New York: Unwin Hyman/HarperCollins.
- Stachura, P. D. (1999). Poland in the Twentieth Century. New York: St. Martin's Press.
- Zamoyski, A. (2009). Poland: A History. New York: Hippocrene Books.